# Parco regionale del Delta del Po dell'Emilia-Romagna
Il parco regionale del Delta del Po dell'Emilia-Romagna è un'area naturale protetta istituita nel 1988 di circa 54 000 ettari situata nella regione Emilia-Romagna. Il parco è ricompreso nei comuni di Cervia, Ravenna e Alfonsine in Provincia di Ravenna, e nei comuni di Argenta, Ostellato, Comacchio, Codigoro, Goro e Mesola nella provincia di Ferrara.
Il 2 dicembre 1999 il parco del Delta del Po è entrato a far parte della lista dei patrimoni dell'umanità stilata dell'UNESCO, aggiungendosi al territorio della città di Ferrara.
Nel giugno 2015 è stato anche riconosciuto, insieme al Parco Naturale Regionale Veneto del Delta del Po, come Riserva della Biosfera, nell'ambito del programma Man and Biosphere dell'UNESCO.

## Territorio
Il Parco regionale del Delta del Po si estende su 54 000 ettari tra la provincia di Ferrara e la provincia di Ravenna. È suddiviso in sei stazioni ed è gestito dall'Ente di gestione per i Parchi e la Biodiversità - Delta del Po:
1. Volano-Mesola-Goro (FE), estesa su 13 730 ettari. Protegge zone importanti come il Bosco della Mesola, dove sopravvive una rara sottospecie di cervo nobile, la Valle Bertuzzi e la sacca di Goro. Comprende anche l'abbazia di Pomposa, risalente al IX secolo.
2. Centro Storico di Comacchio (FE), estesa su 6 715 ettari. Comprende, come dice il nome, il centro di Comacchio.
3. Valli di Comacchio (FE), che con i suoi 15 105 ettari è la stazione più estesa. Protegge, oltre alle valli propriamente dette, anche le saline di Comacchio. Nella valli di Comacchio nidificano importanti colonie di gabbiani, sterne e limicoli ed una grande colonia di fenicottero maggiore.
4. Pineta San Vitale e Pialasse di Ravenna (RA), estesa su 7 336 ha. La zona più importante è il complesso palustre di Punte Alberete e Valle Mandriole, dove nidificano specie molto rare come il mignattaio, la spatola, il marangone minore e la sgarza ciuffetto, ma sono rilevanti anche la grande Pineta di San Vitale e la laguna Pialassa della Baiona.
5. Pineta di Classe e Saline di Cervia (RA), estesa su 8 286 ettari. Comprende un complesso naturale ininterrotto dal mare all'entroterra, dall'incontaminata foce del torrente Bevano, alle paludi di Ortazzino e Ortazzo, alla Pineta di Classe; più a sud si trova la Salina di Cervia. La stazione include anche gli scavi archeologici dell'antico porto di Classe e la basilica di Sant'Apollinare in Classe.
6. Campotto di Argenta (FE), la più piccola, estesa su 2 481 ettari. Qui nidificano la rara moretta tabaccata e il mignattino piombato

Il parco protegge inoltre:
- 11 zone umide di importanza internazionale (convenzione di Ramsar);
- 18 zone speciali di conservazione (direttiva 92/43/CEE);
- 16 zone di protezione speciale (direttiva 2009/147/CE) per la conservazione degli uccelli.

## Flora
In tutta l'area, grazie alla notevole varietà di ambienti, sono presenti oltre mille specie di piante tipiche delle zone umide, dei boschi planiziali e costieri, delle dune sabbiose.
Si segnalano due specie endemiche del litorale nord-adriatico: la salicornia veneta (che vive ai margini e sui dossi delle paludi salmastre) e il fiordaliso delle spiagge (tipico delle dune sabbiose naturali). Rilevante anche l'abbondanza della ninfea bianca, nelle paludi d'acqua dolce.

## Fauna
Nel parco sono presenti 489 specie di vertebrati, di cui 344 specie di uccelli: di queste, 146 sono nidificanti (circa 35.000 individui), mentre 151 sono svernanti (circa 55.000 individui).
Tra le specie più rare vanno menzionate il fenicottero maggiore (o fenicottero rosa), che nidifica nelle Valli di Comacchio, la spatola, che ha le uniche colonie italiane di nidificazione (con circa 70 coppie) sempre nelle Valli di Comacchio, a Valle Mandriole e Punte Alberete; il marangone minore e molte altre specie come il mignattaio, l'airone rosso, il tarabuso, il fraticello, il falco di palude, il mignattino piombato, la volpoca, la sterna del Ruppel (che irregolarmente qui ha l'unica colonia europea di nidificazione), la moretta tabaccata e la pernice di mare.
Tra le specie più diffuse troviamo invece molti aironi, come l'airone cenerino, la garzetta e l'airone bianco maggiore; il cavaliere d'Italia, eletto come simbolo del parco; il martin pescatore; numerose anatre, oche e cigni, tra cui il germano reale, il mestolone, l'alzavola, il codone, l'oca selvatica ed il cigno reale e molte altre specie di uccelli.

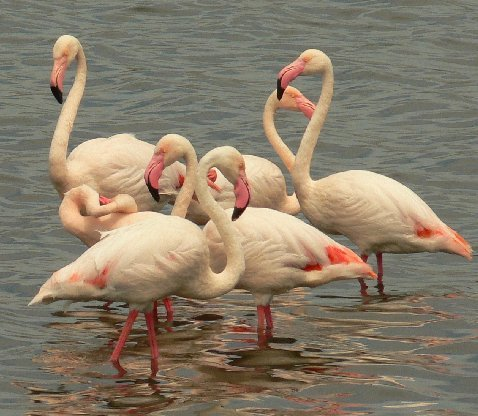
Fenicotteri rosa (Phoenicopterus roseus)
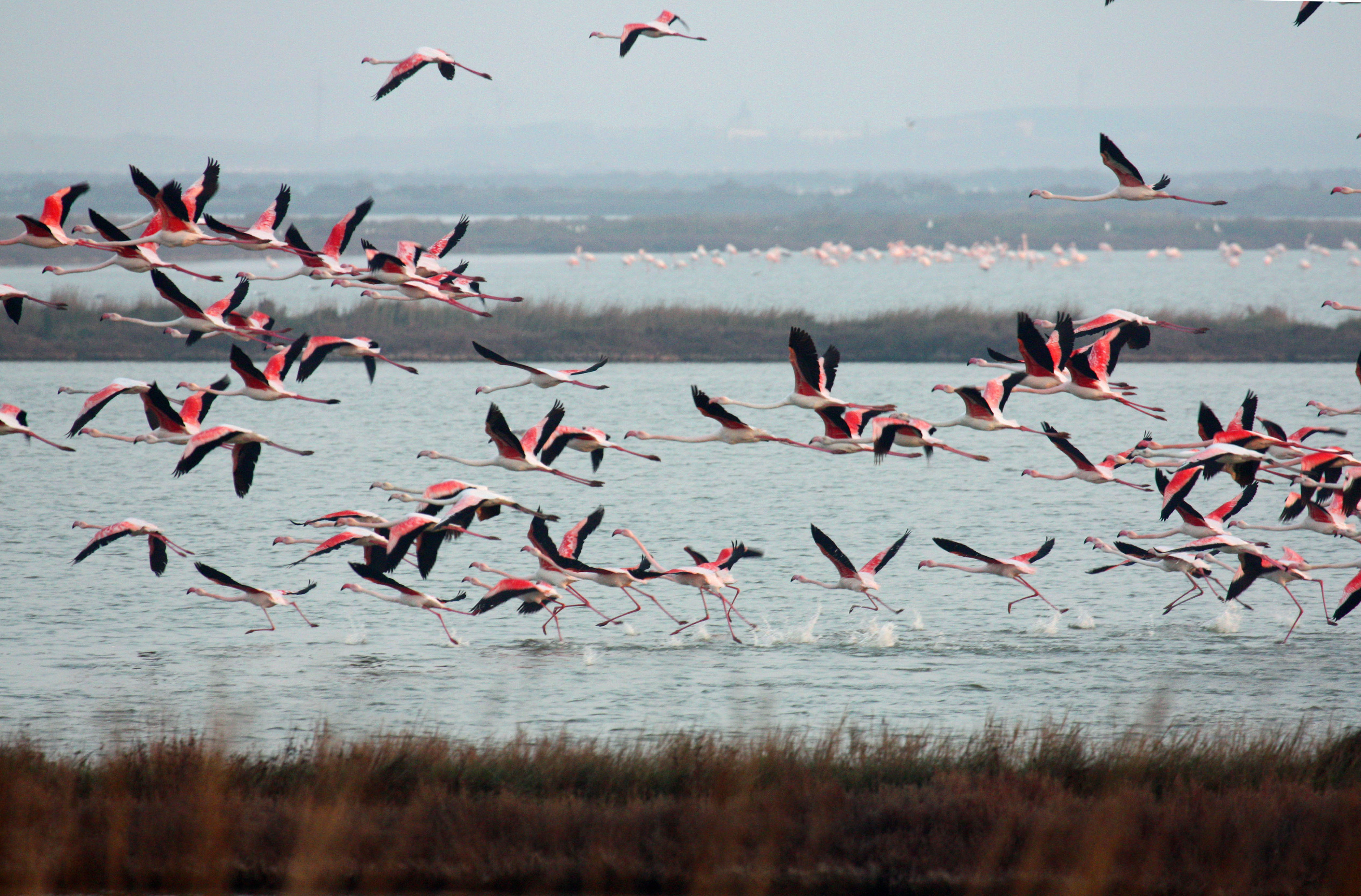
Fenicotteri in volo nelle Valli di Comacchio (Phoenicopterus roseus)
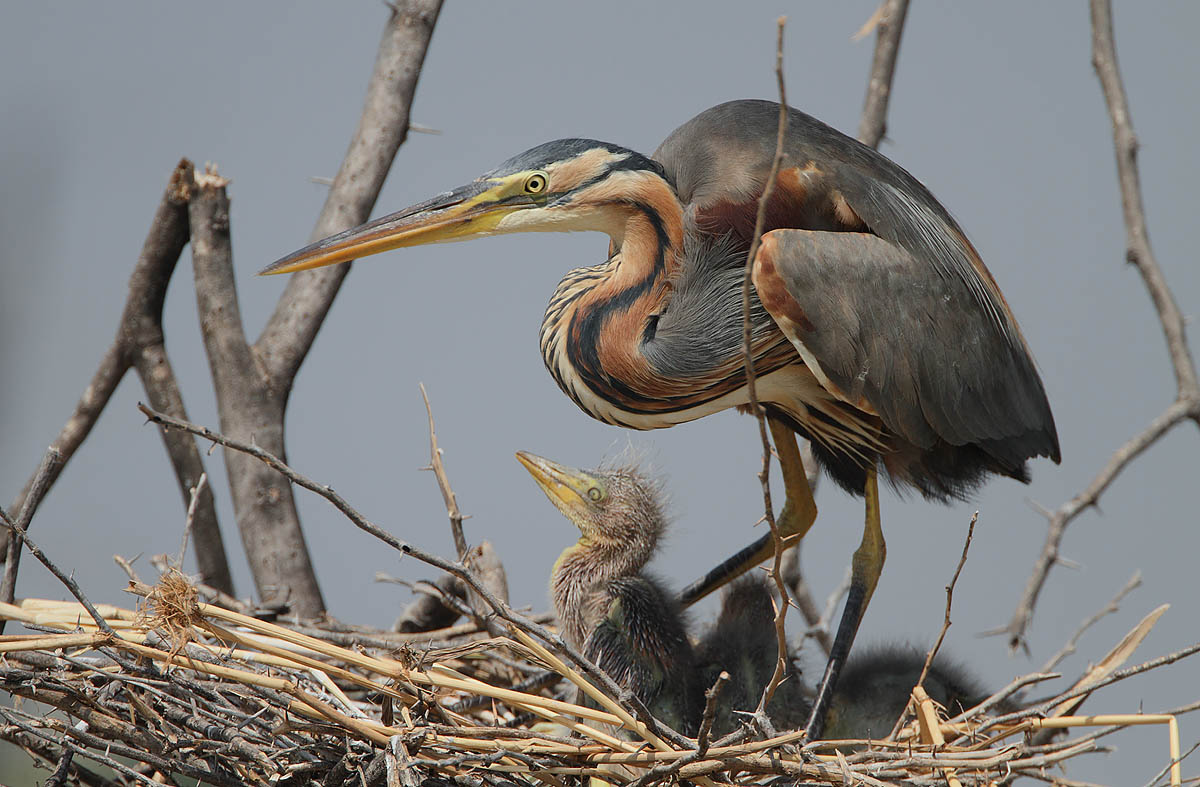
Airone rosso (Ardea purpurea)
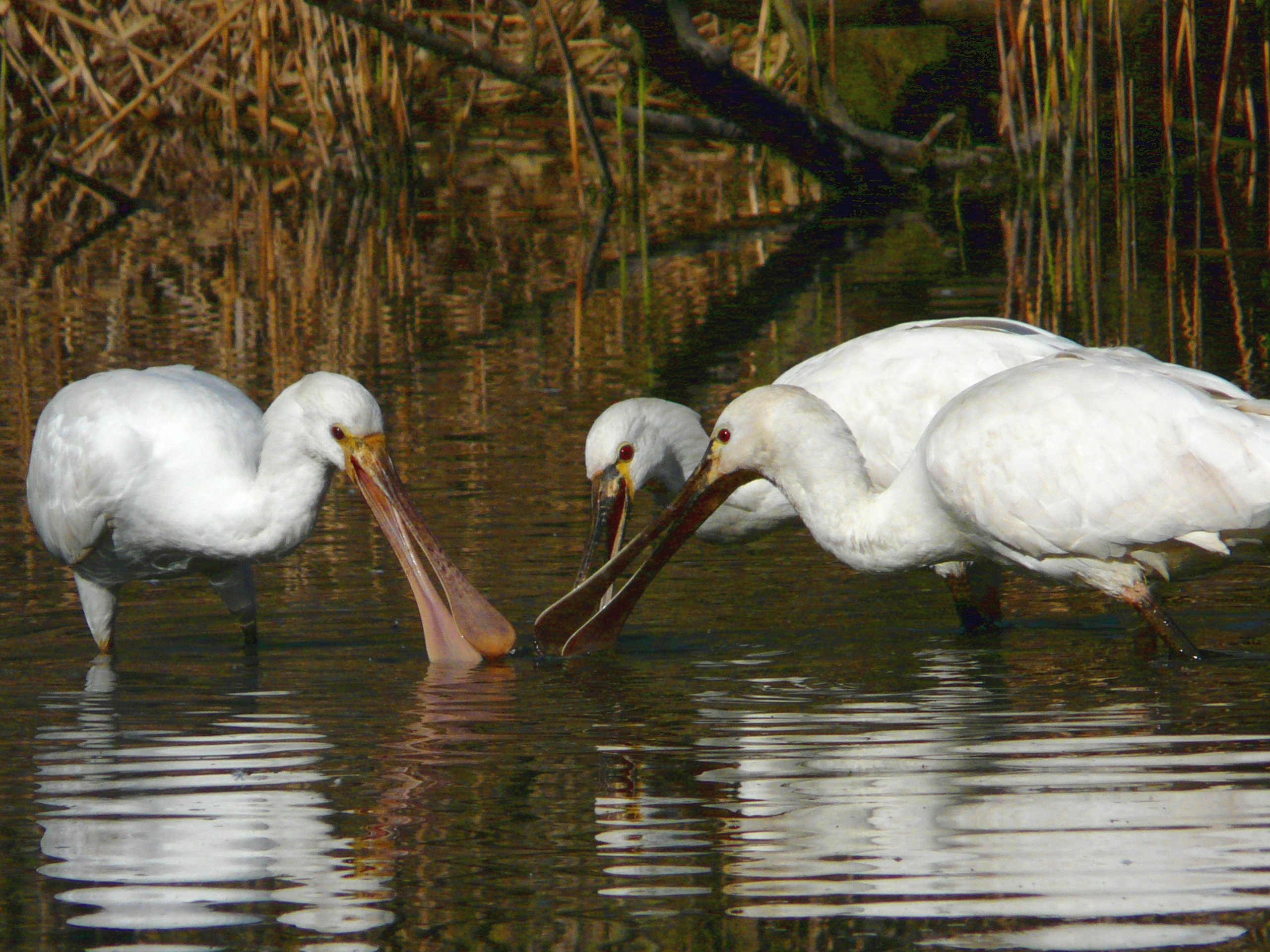
Spatola (Platalea leucorodia)
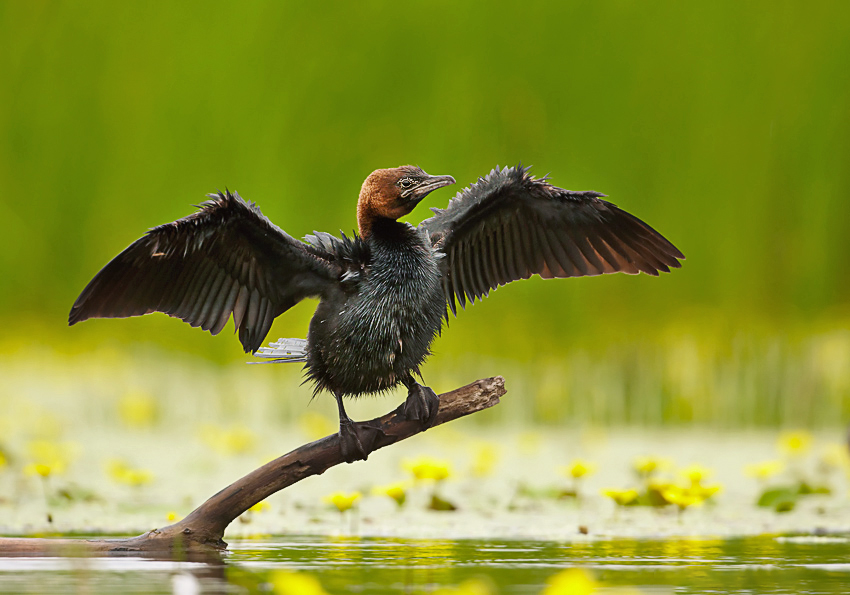
Marangone minore (Phalacrocorax pygmeus)
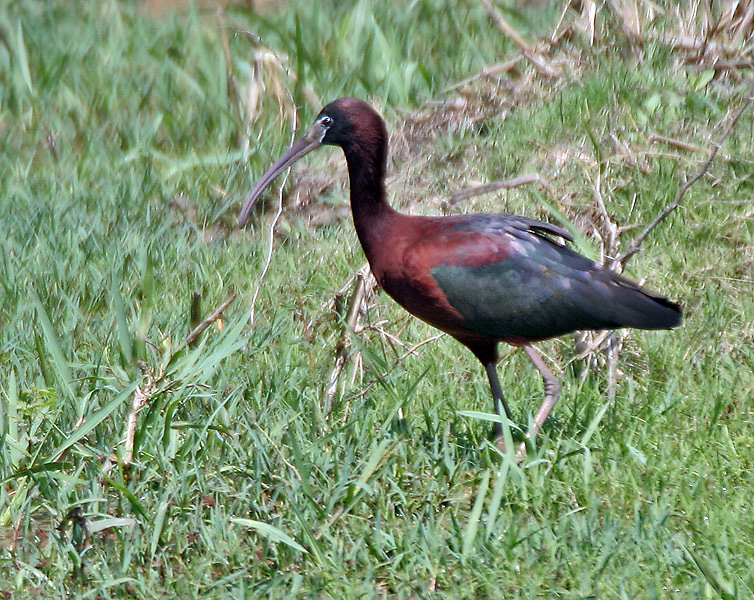
Mignattaio (Plegadis falcinellus)
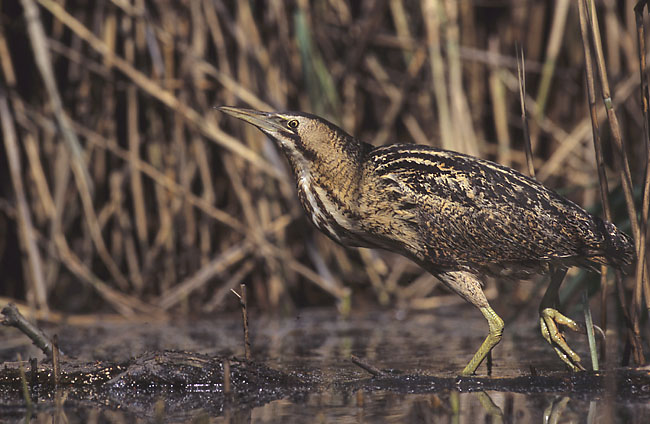
Tarabuso (Botaurus stellaris)
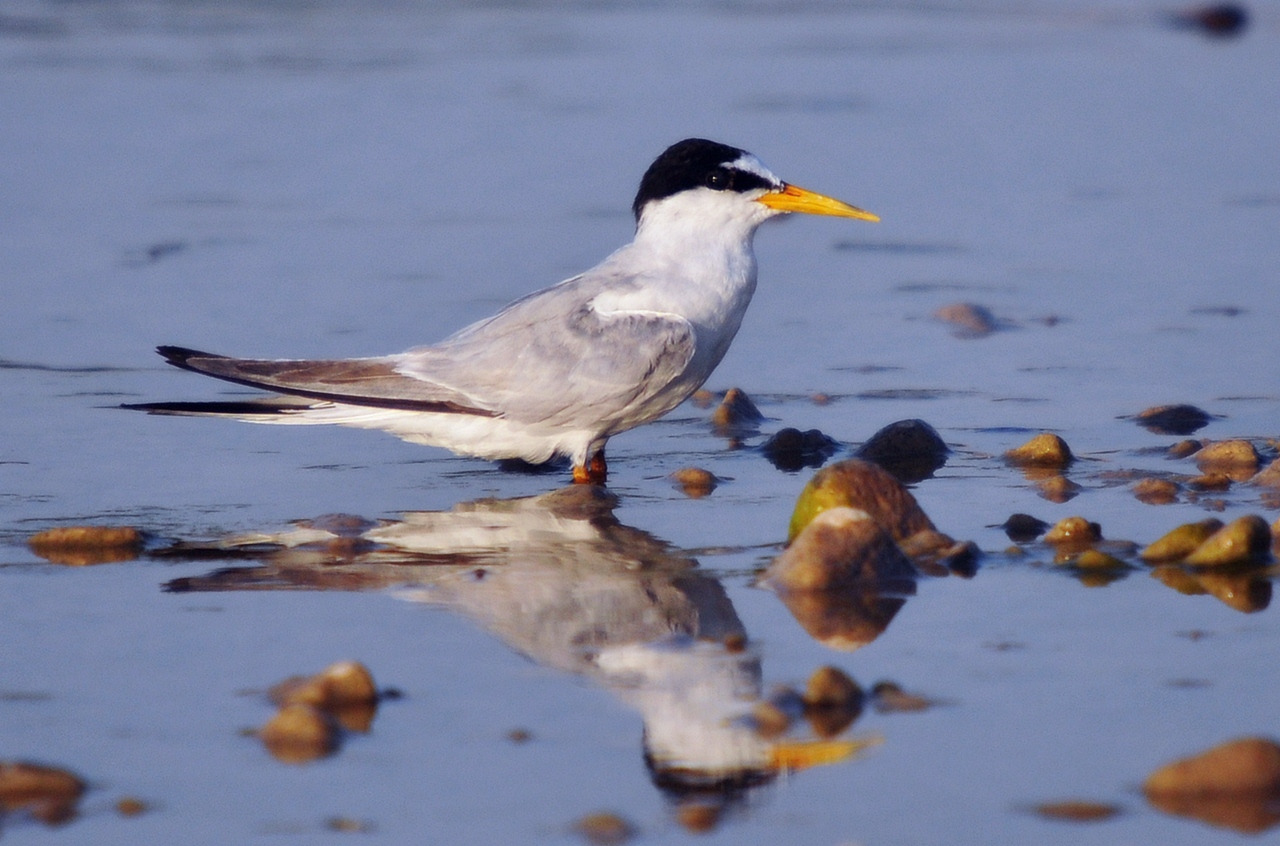
Fraticello (Sternula albifrons)
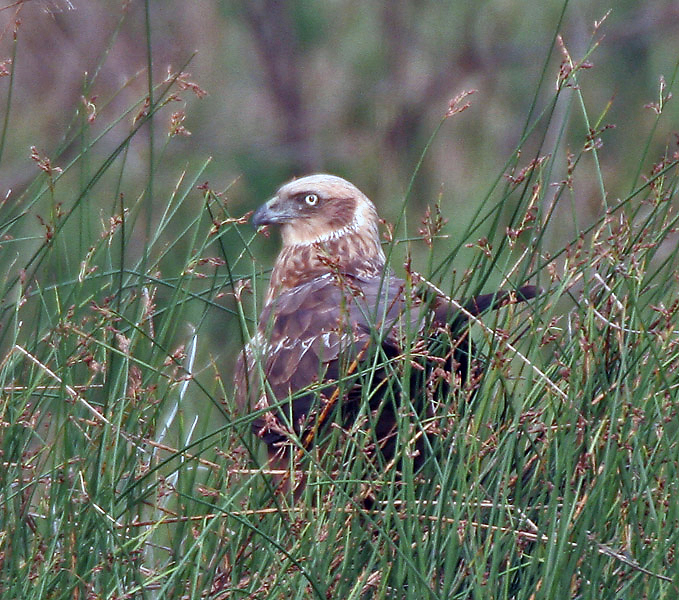
Falco di palude (Circus aeruginosus)
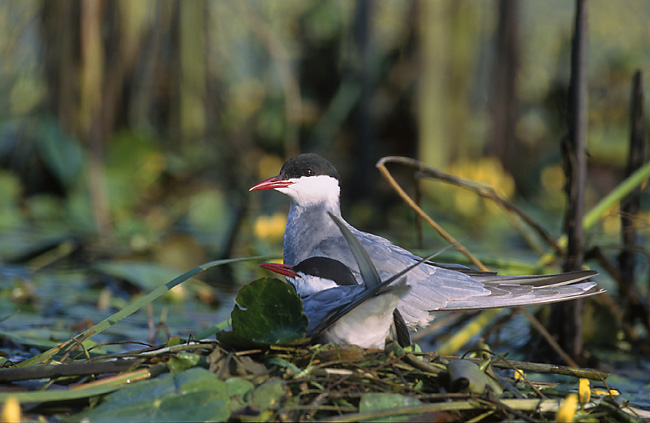
Mignattino piombato (Chlidonias hybridus)
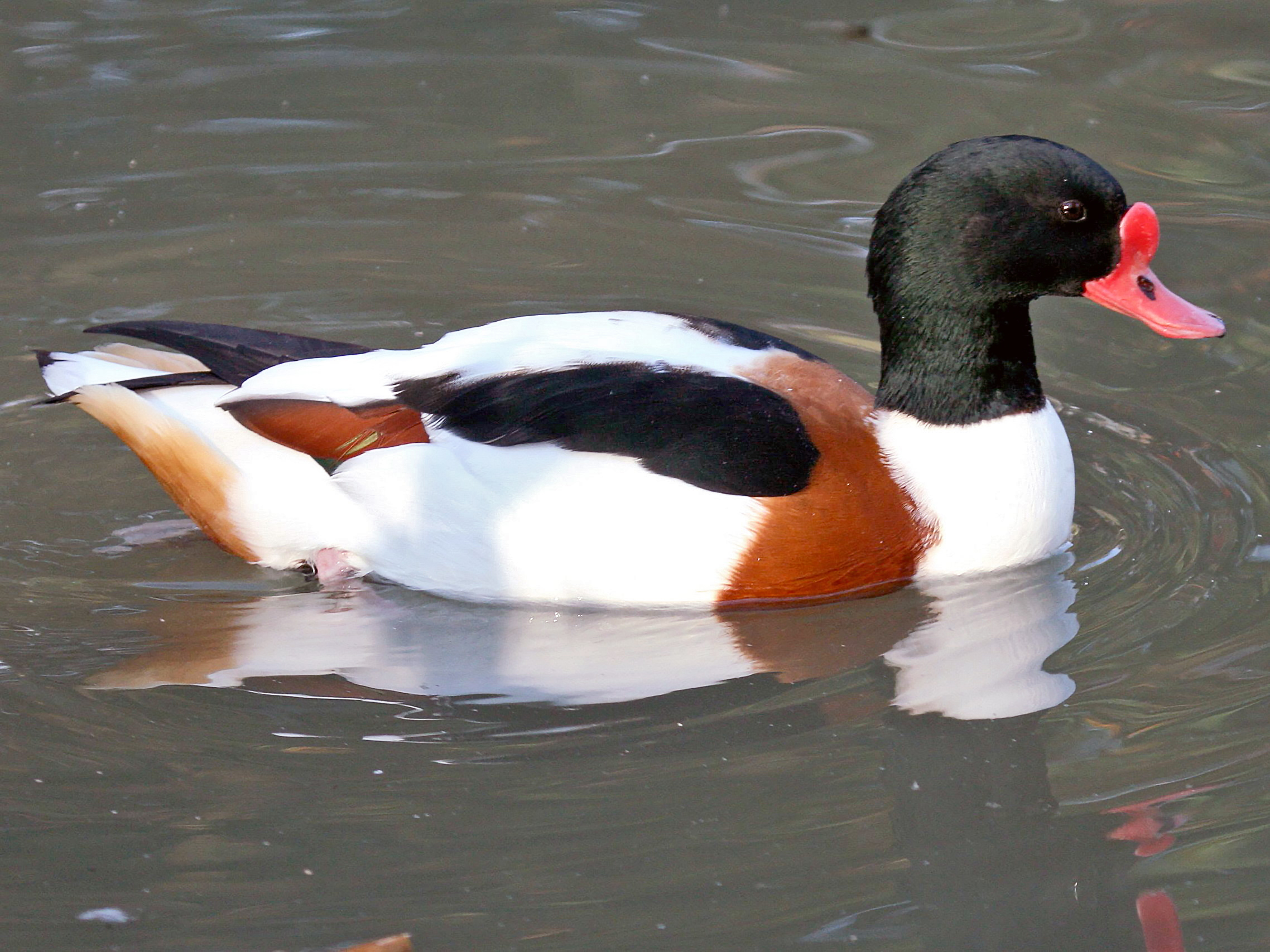
Volpoca (Tadorna tadorna)
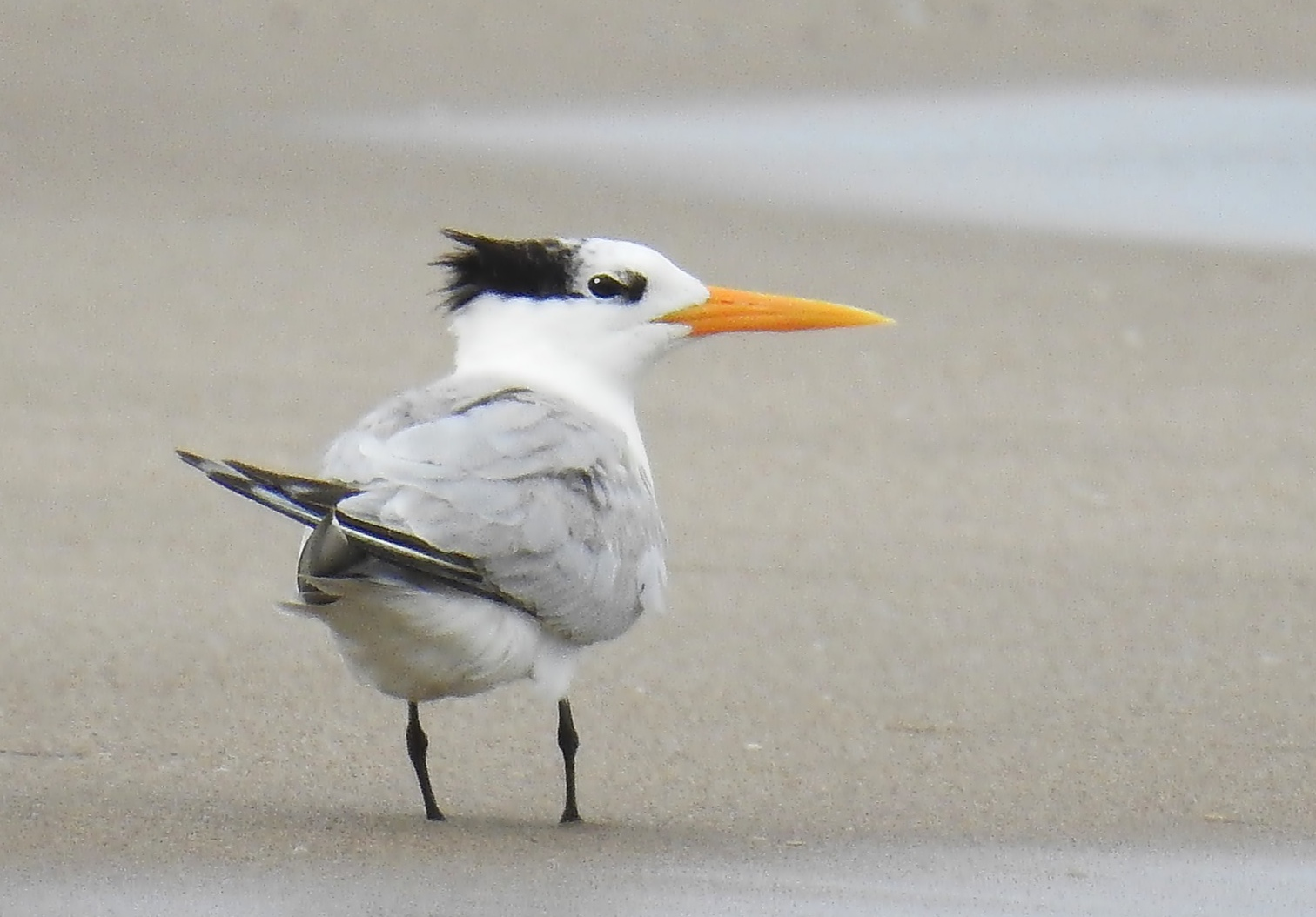
Sterna del Ruppel (Thalasseus bengalensis)
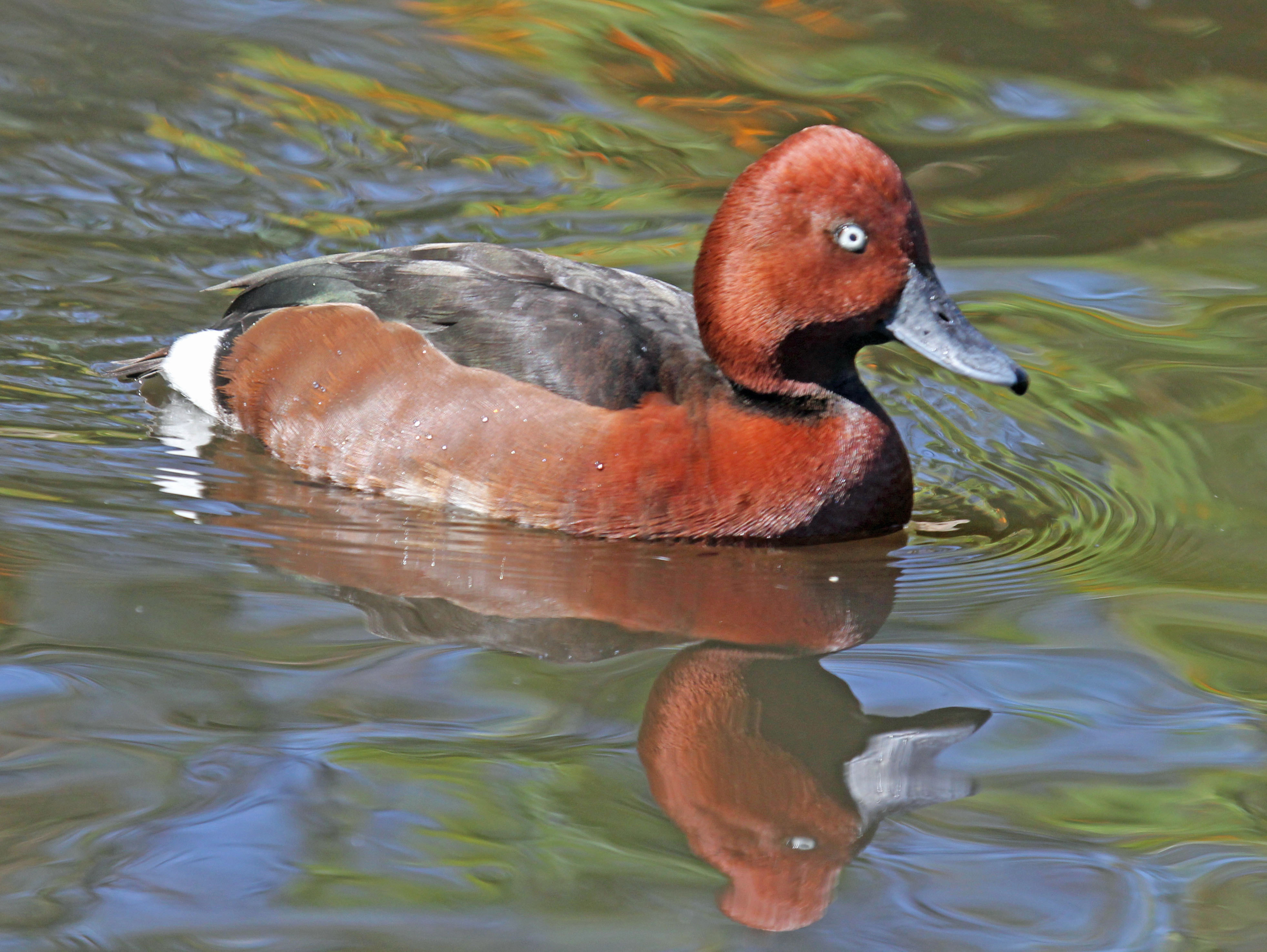
Moretta tabaccata (Aythya nyroca)
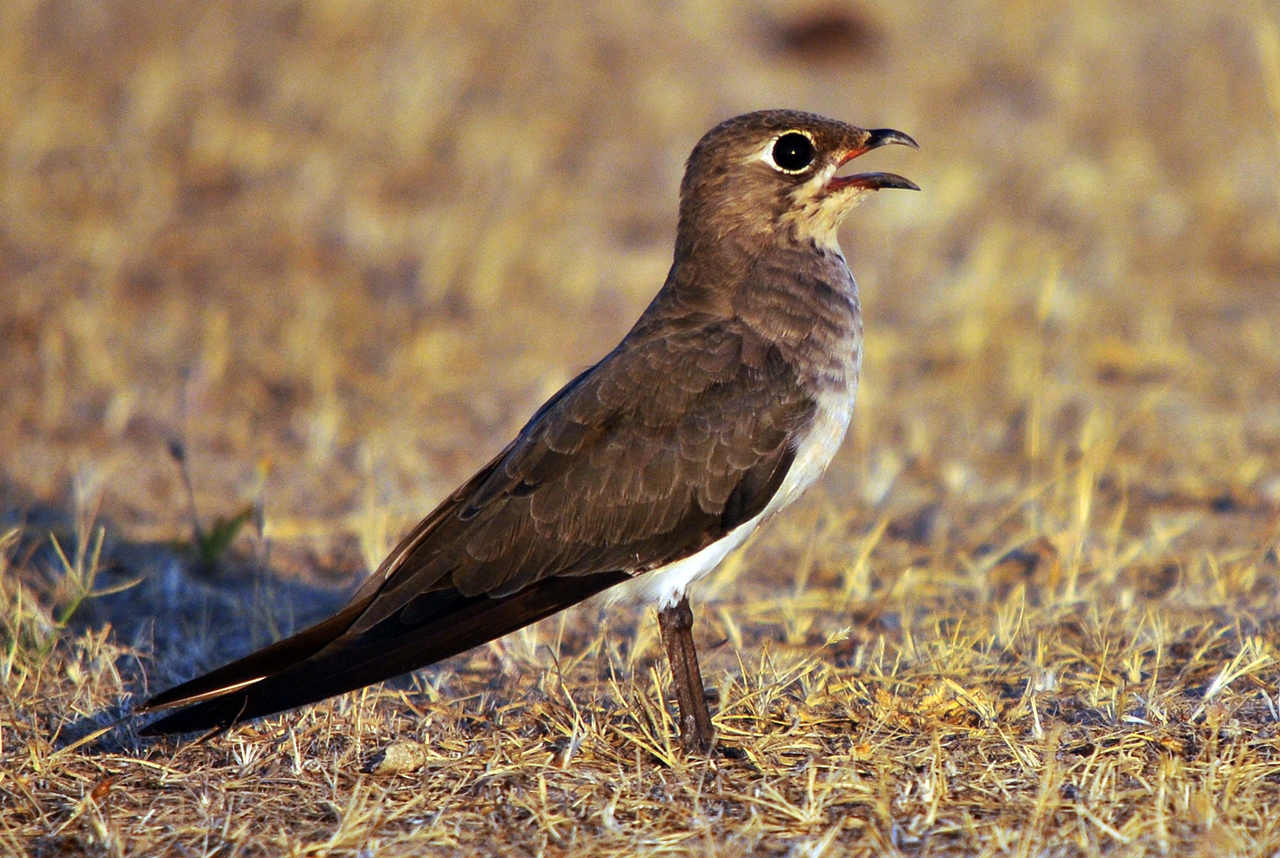
Pernice di mare (Glareola pratincola)

Tra i mammiferi, presenti con 59 specie, vanno ricordati il lupo, il cervo nobile, il daino, il capriolo, il cinghiale, la volpe, l'istrice, la puzzola, lo scoiattolo e numerose specie di pipistrelli, tra cui il ferro di cavallo maggiore, il vespertilio di Bechstein e il barbastello. La lontra europea è scomparsa dagli anni ottanta, mentre aumentano sempre di più le nutrie.

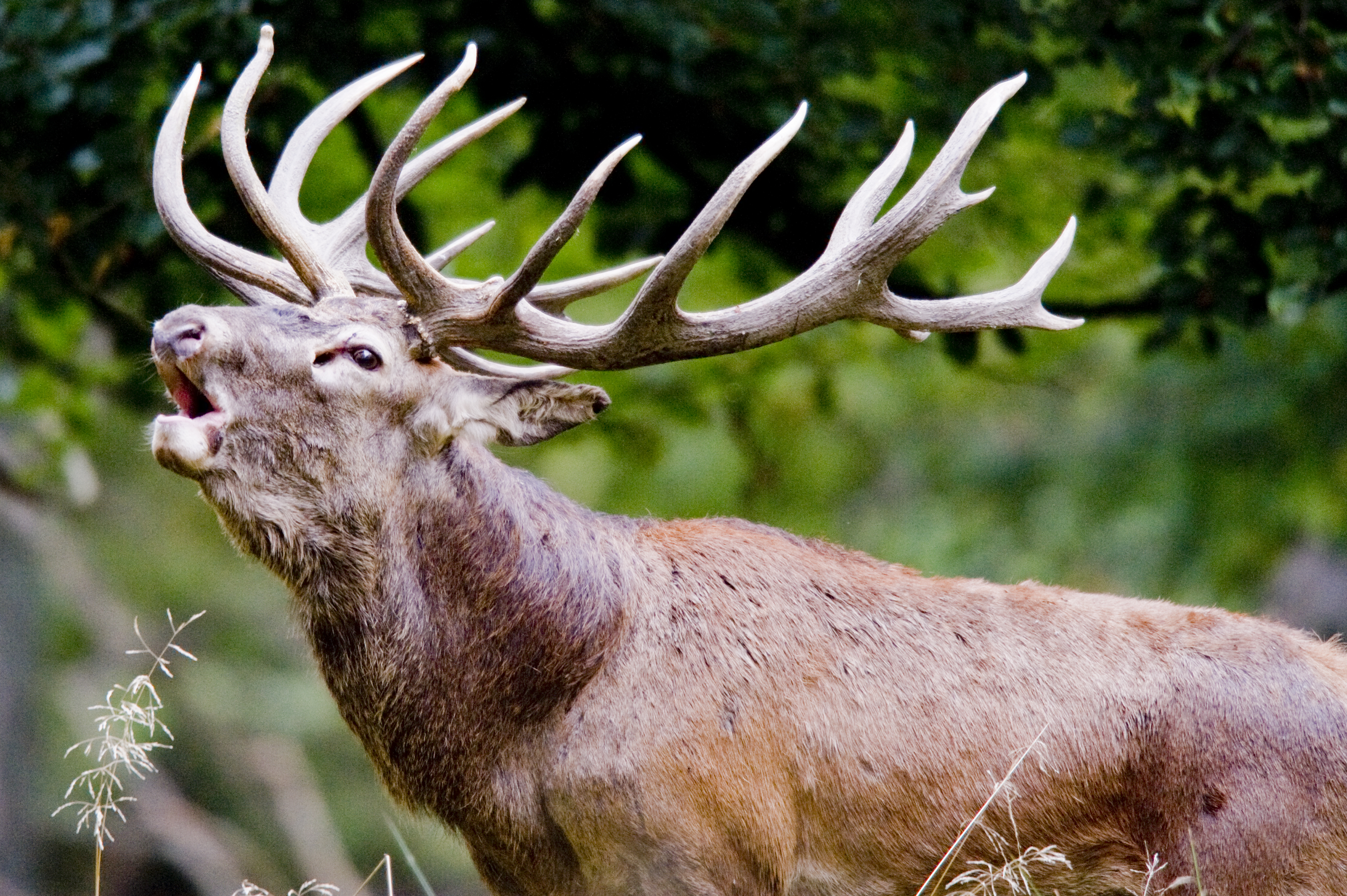
Cervo nobile (Cervus elaphus)
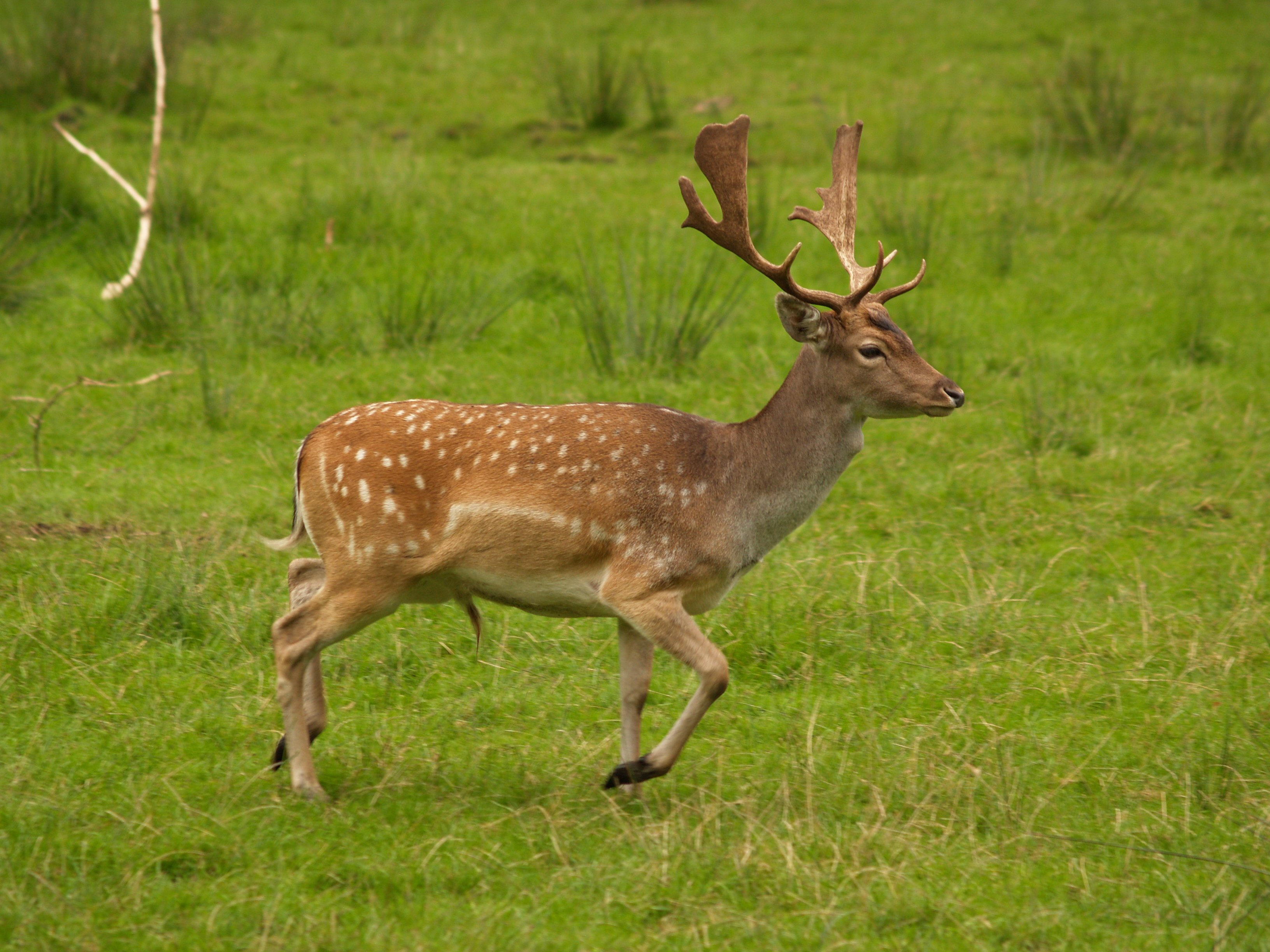
Daino (Dama dama)
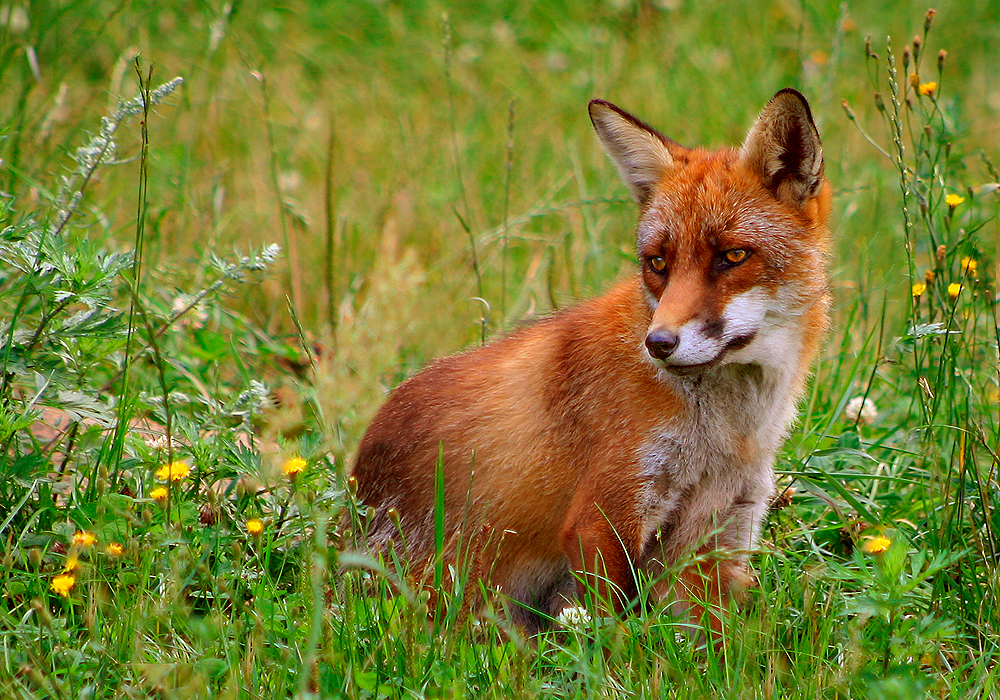
Volpe rossa (Vulpes vulpes)
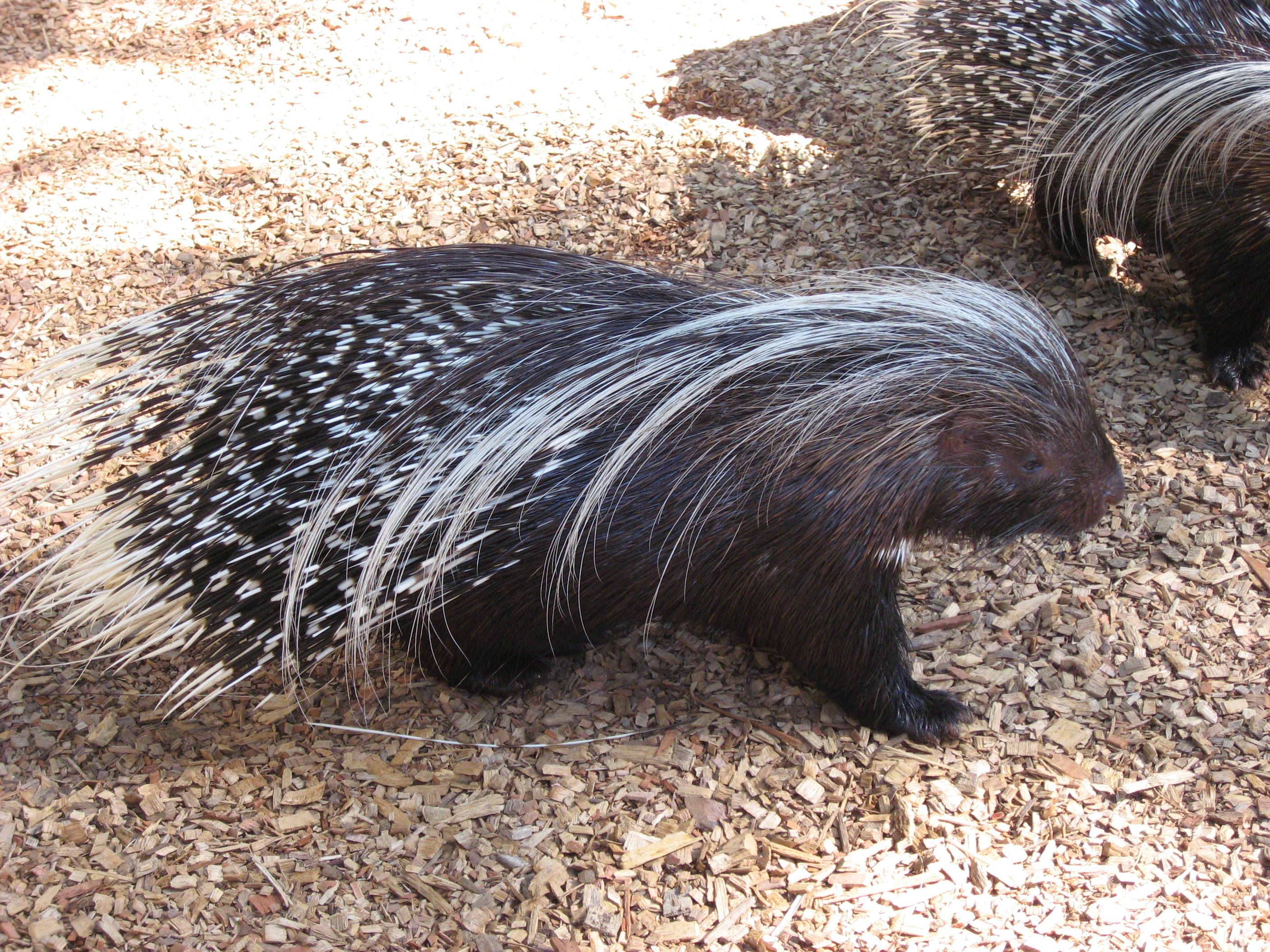
Istrice (Hystrix cristata)
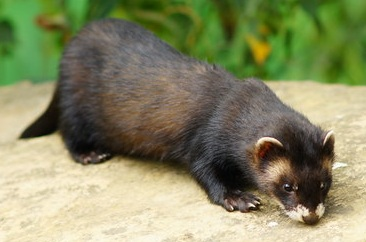
Puzzola europea (Mustela putorius)
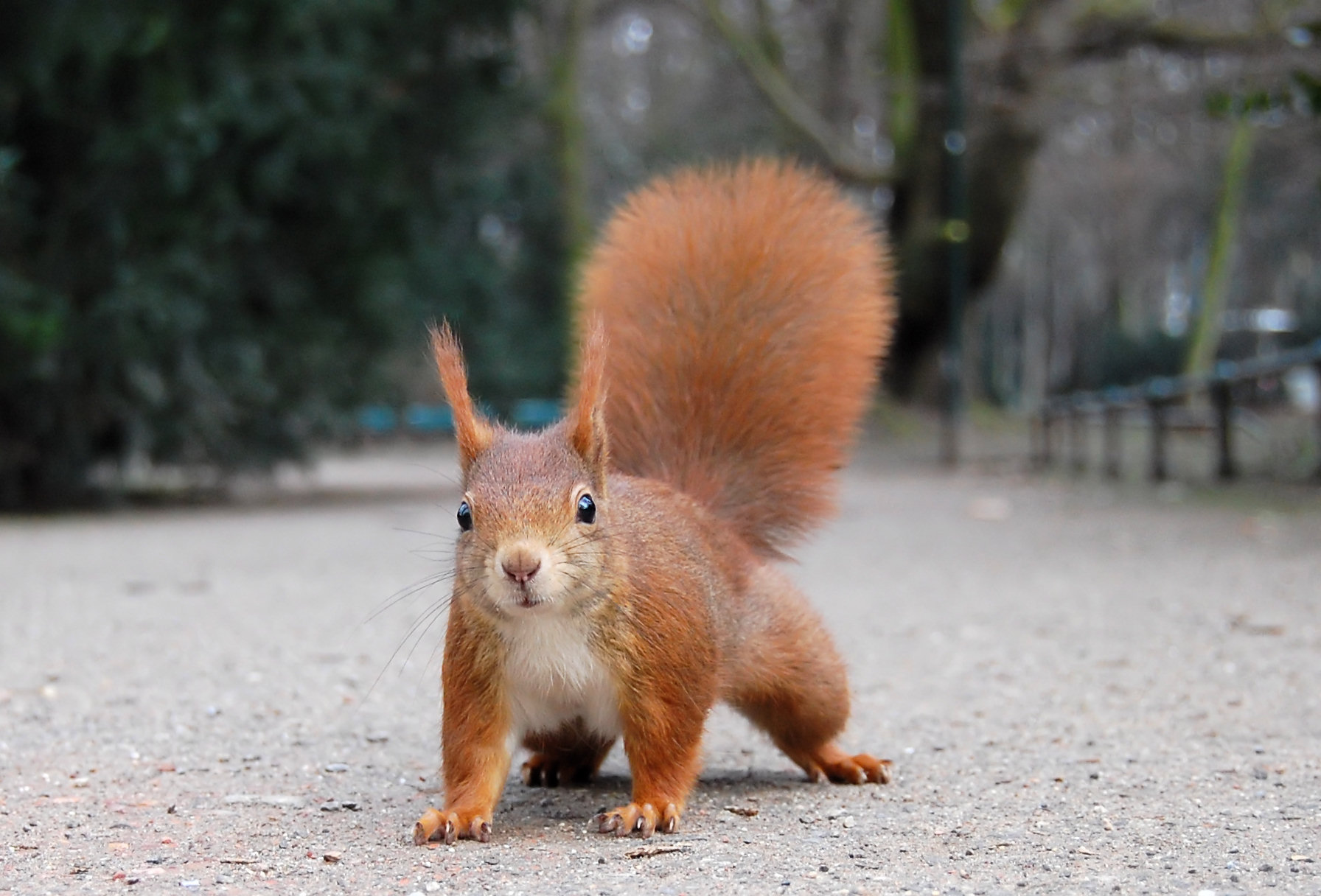
Scoiattolo rosso (Sciurus vulgaris)
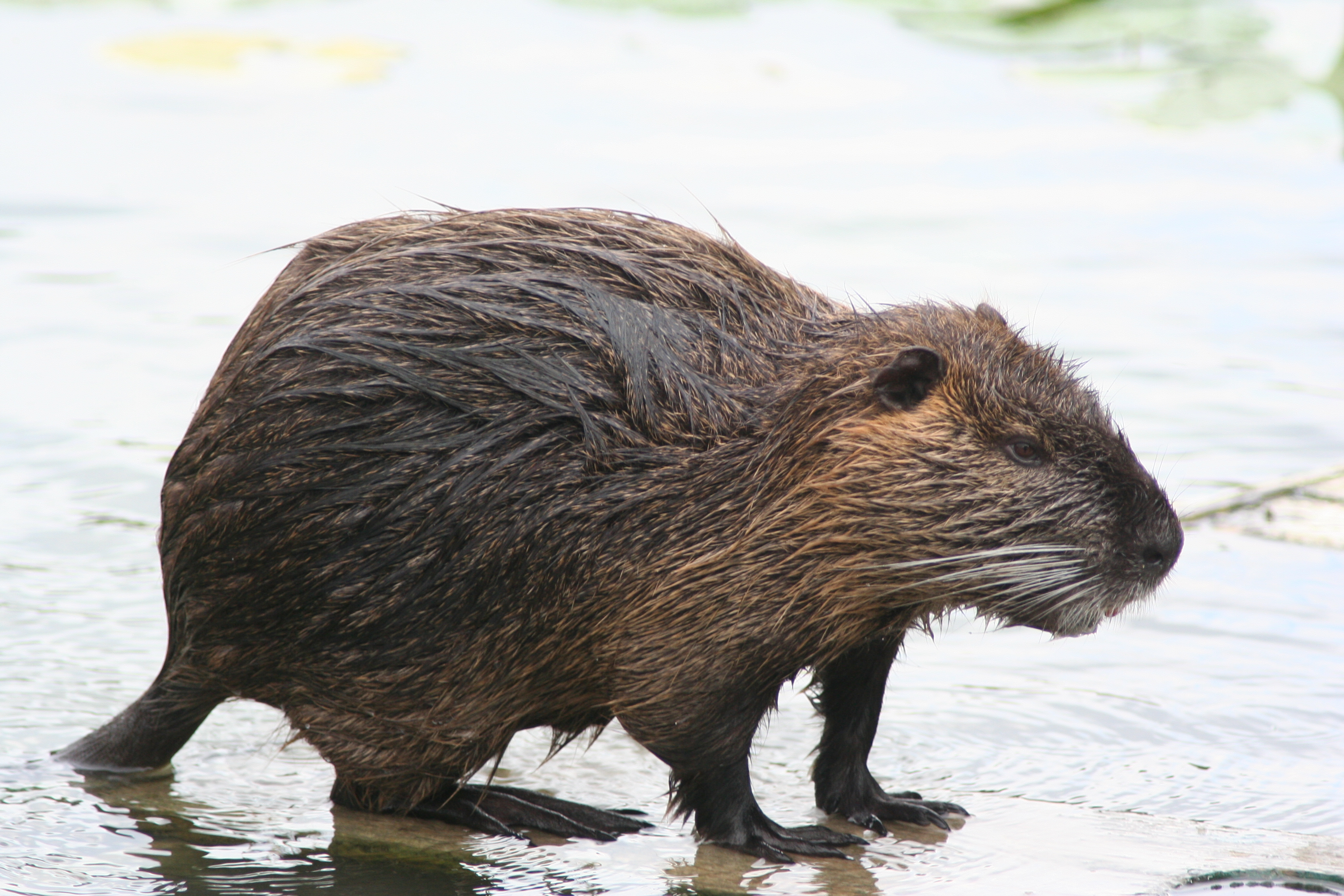
Nutria (Myocastor coypus)

I rettili sono presenti con 16 specie: tra i più rari nel parco vivono la testuggine palustre europea e la testuggine di Hermann. Ni tratti di mare inclusi nel parco e nella sacca di Goro è frequente la tartaruga marina comune.

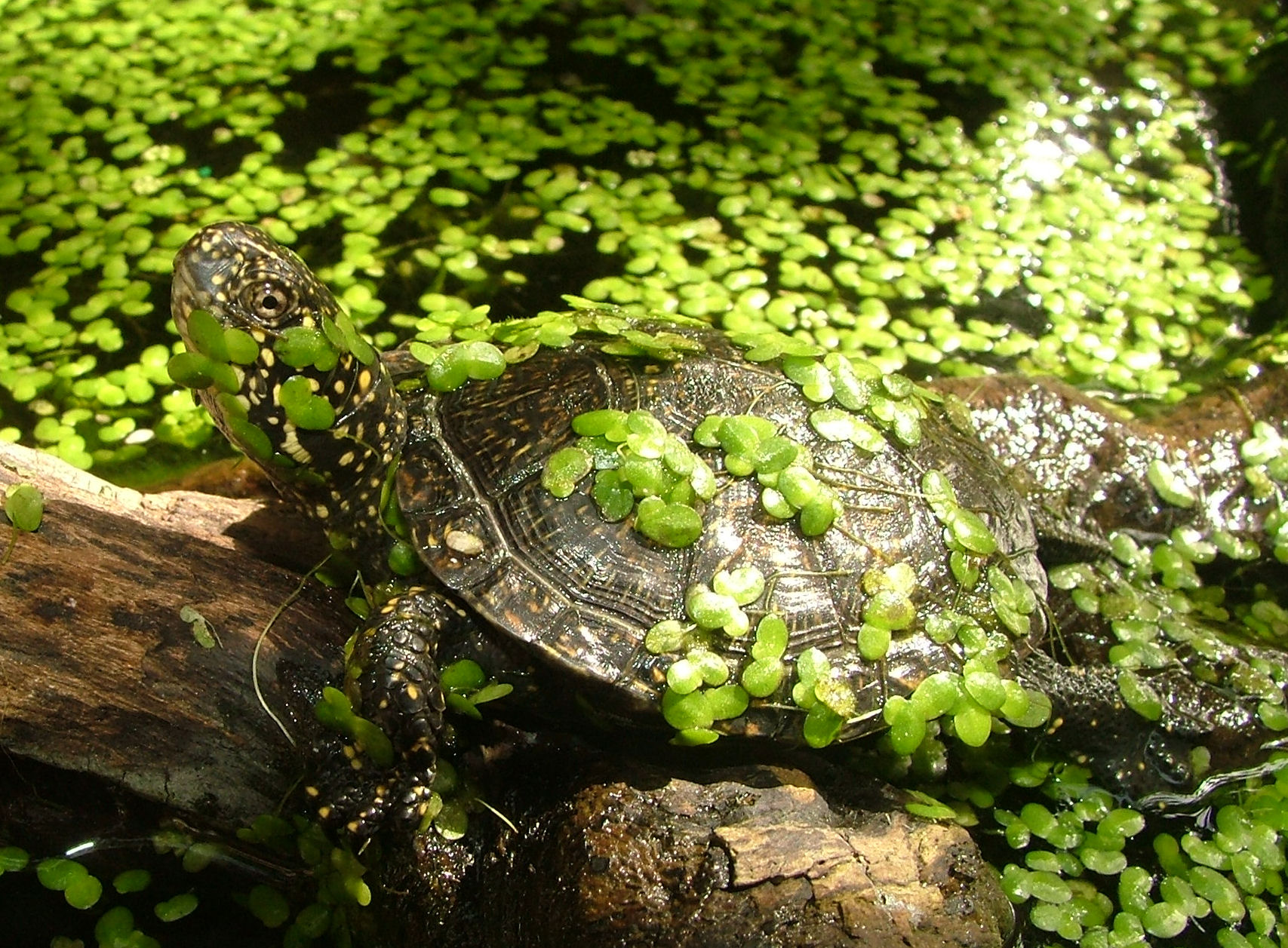
Testuggine palustre europea (Emys orbicularis)
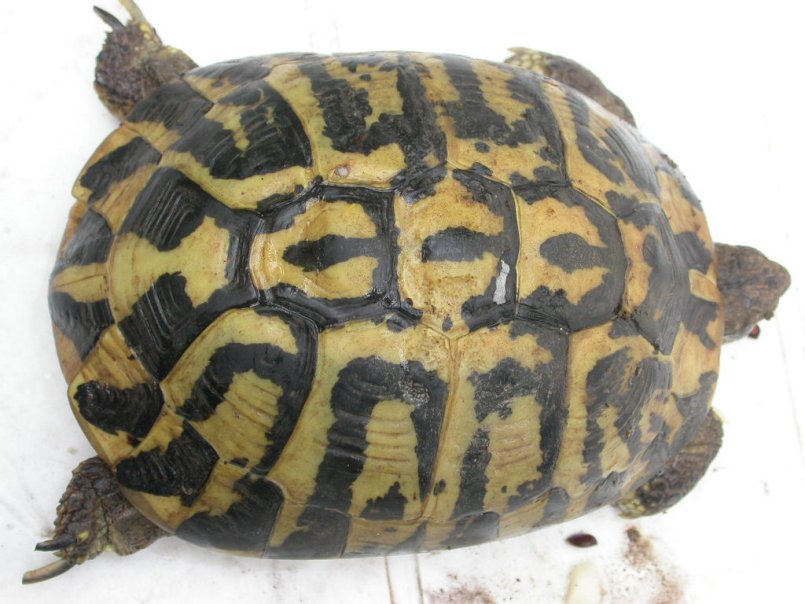
Testuggine di Hermann (Testudo hermanni)
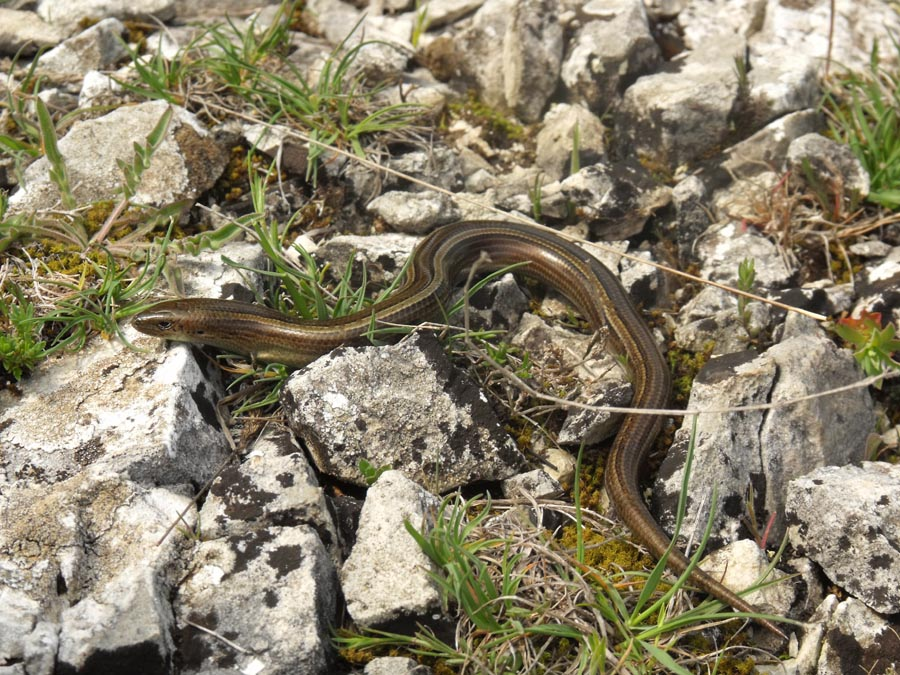
Luscengola (Chalcides chalcides)
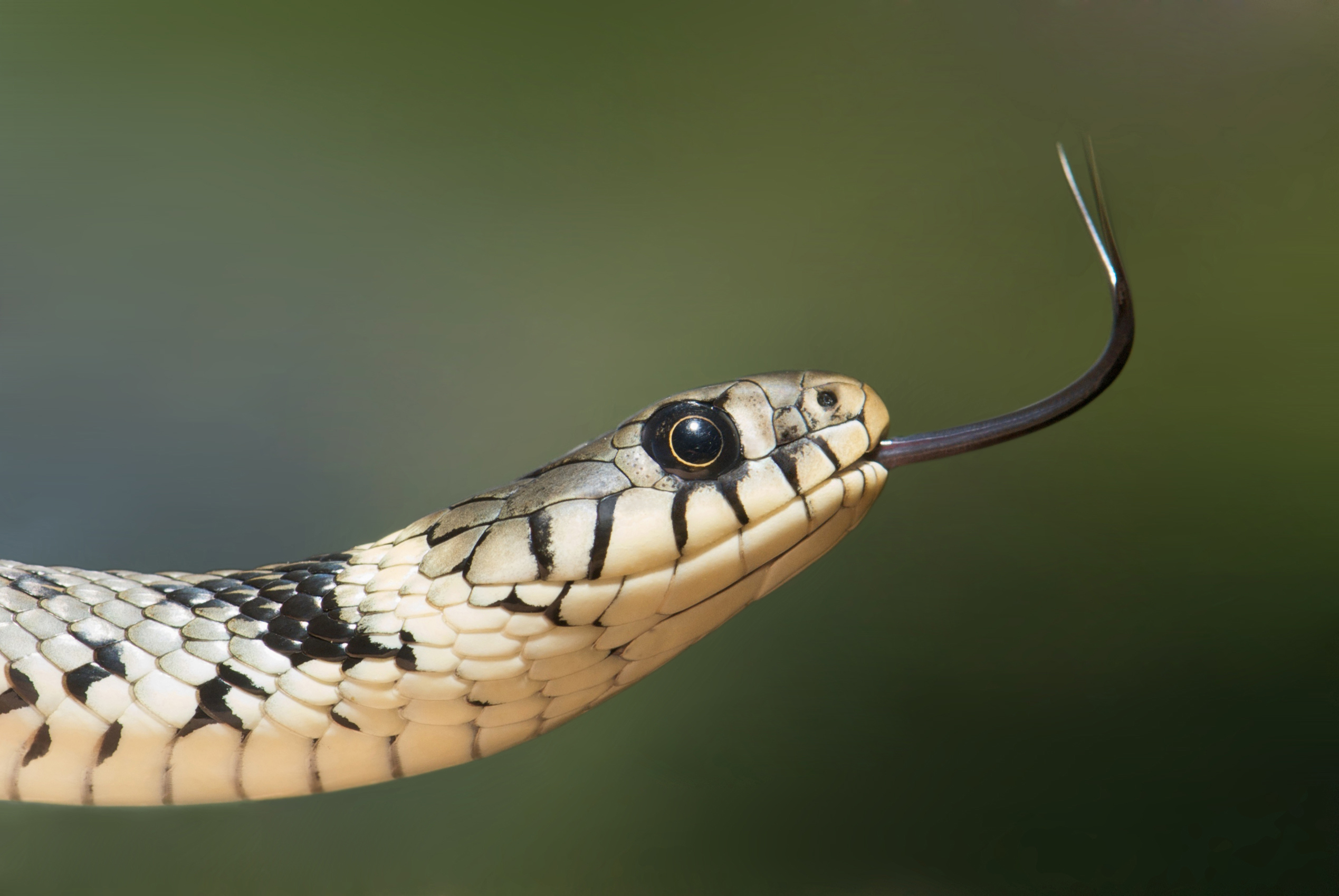
Natrice dal collare (Natrix natrix)

Gli anfibi sono presenti con 11 specie, di cui 3 sono endemiche dell'Italia: il tritone crestato italiano, la raganella padana e la rana di Lataste, esclusiva della Pianura Padana. Degna di nota anche la presenza del raro pelobate fosco.

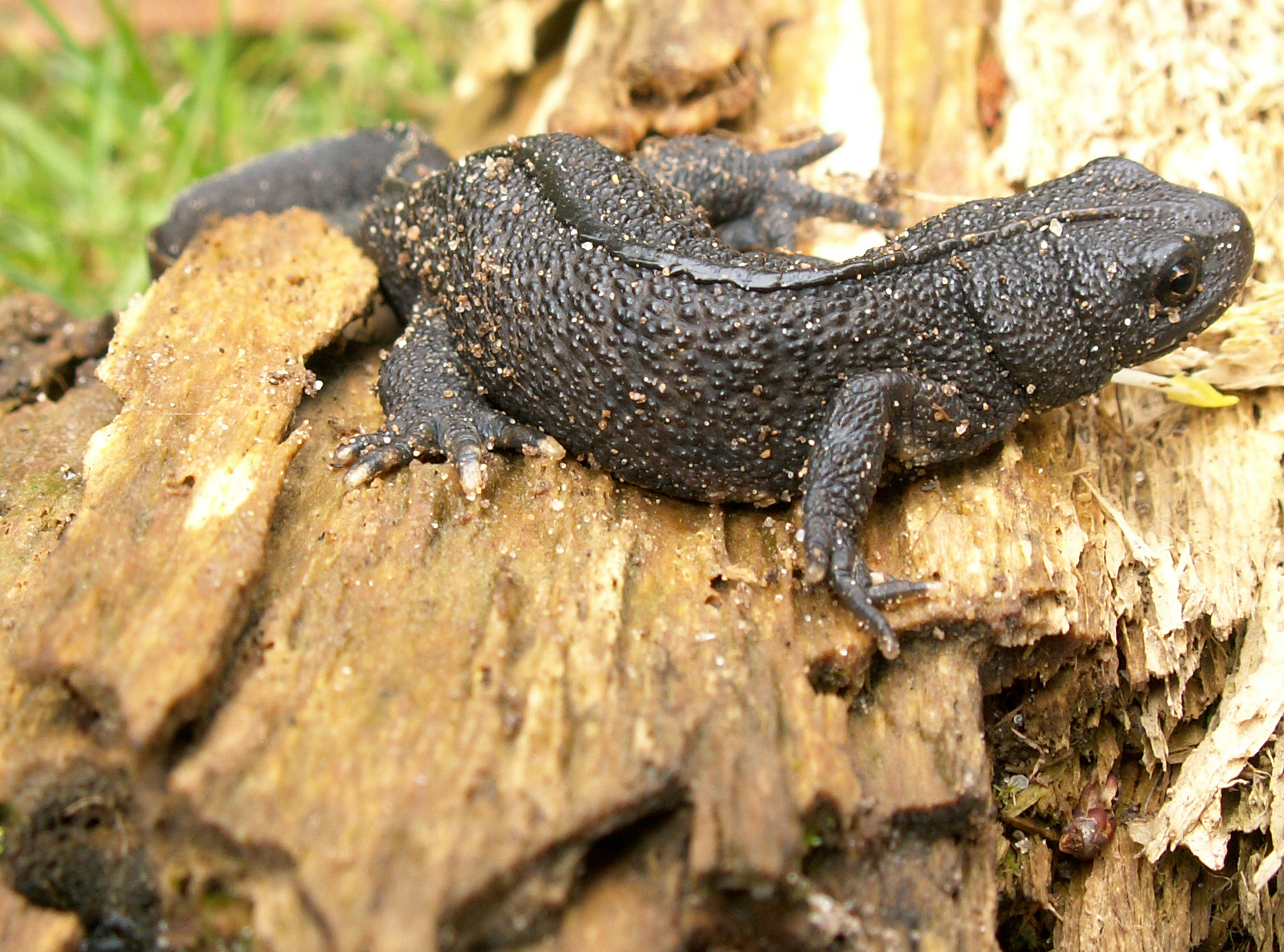
Tritone crestato italiano (Triturus carnifex)
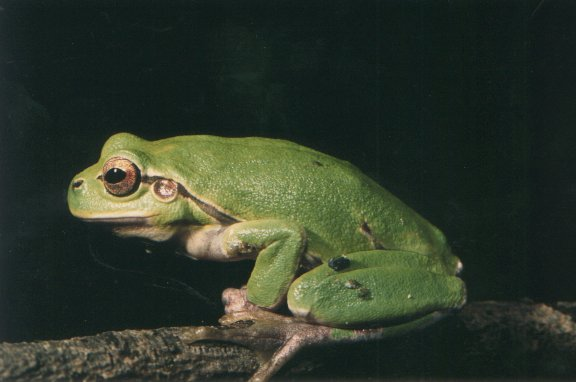
Raganella padana (Hyla perrini)
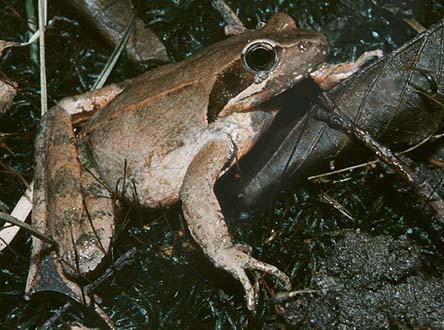
Rana di Lataste (Rana latastei)

Tra i pesci (presenti con 59 specie), va menzionata l'anguilla, simbolo delle Valli di Comacchio: è infatti l'alimento tradizionale principale di questa zona. Interessanti anche le molte specie endemiche, come il grande storione cobice, il luccio italico, la scardola italica, il triotto e i alcuni piccoli ghiozzi, anch'essi endemici delle lagune nord-adriatiche (ghiozzetto cenerino e ghiozzetto di laguna). Molto comune nelle lagune anche il piccolo nono.

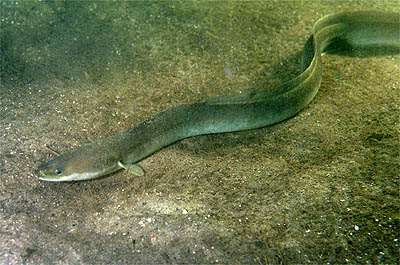
Anguilla europea (Anguilla anguilla)
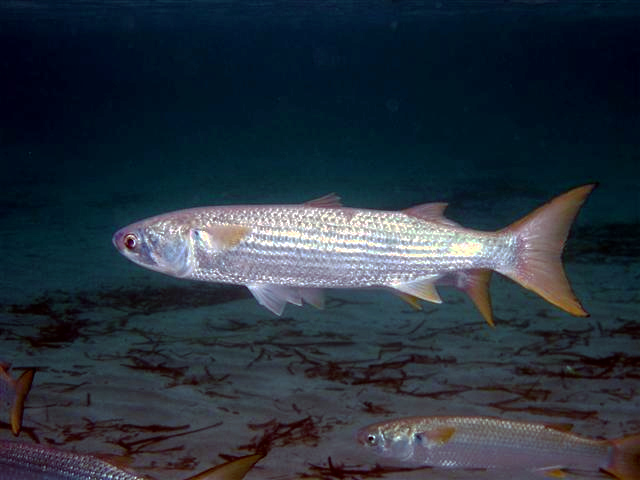
Cefalo (Mugil cephalus)

## Cultura
Il parco comprende al suo interno, oltre alle zone umide, anche alcuni monumenti storici particolarmente famosi:
- l'Abbazia di Pomposa, consacrata nel 1026;
- la città di Comacchio, con monumenti importanti come i Treponti;
- la fattoria Guiccioli, casa dove si fermarono Giuseppe e Anita Garibaldi nell'agosto del 1849;
- la Pieve di San Giorgio, a Campotto, è il più antico luogo di culto della Provincia di Ferrara. Infatti, fu fatto costruire nel 569 dall'Arcivescovo di Ravenna.
- la Basilica di Sant'Apollinare in Classe, consacrata nel 547.

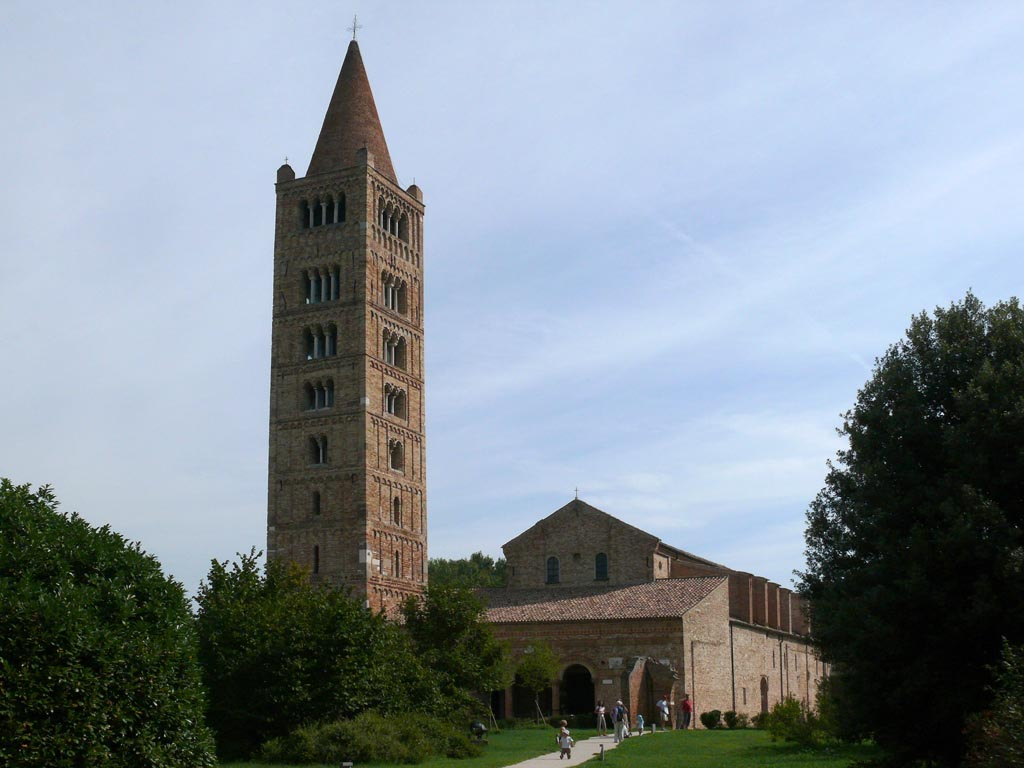
Abbazia di Pomposa
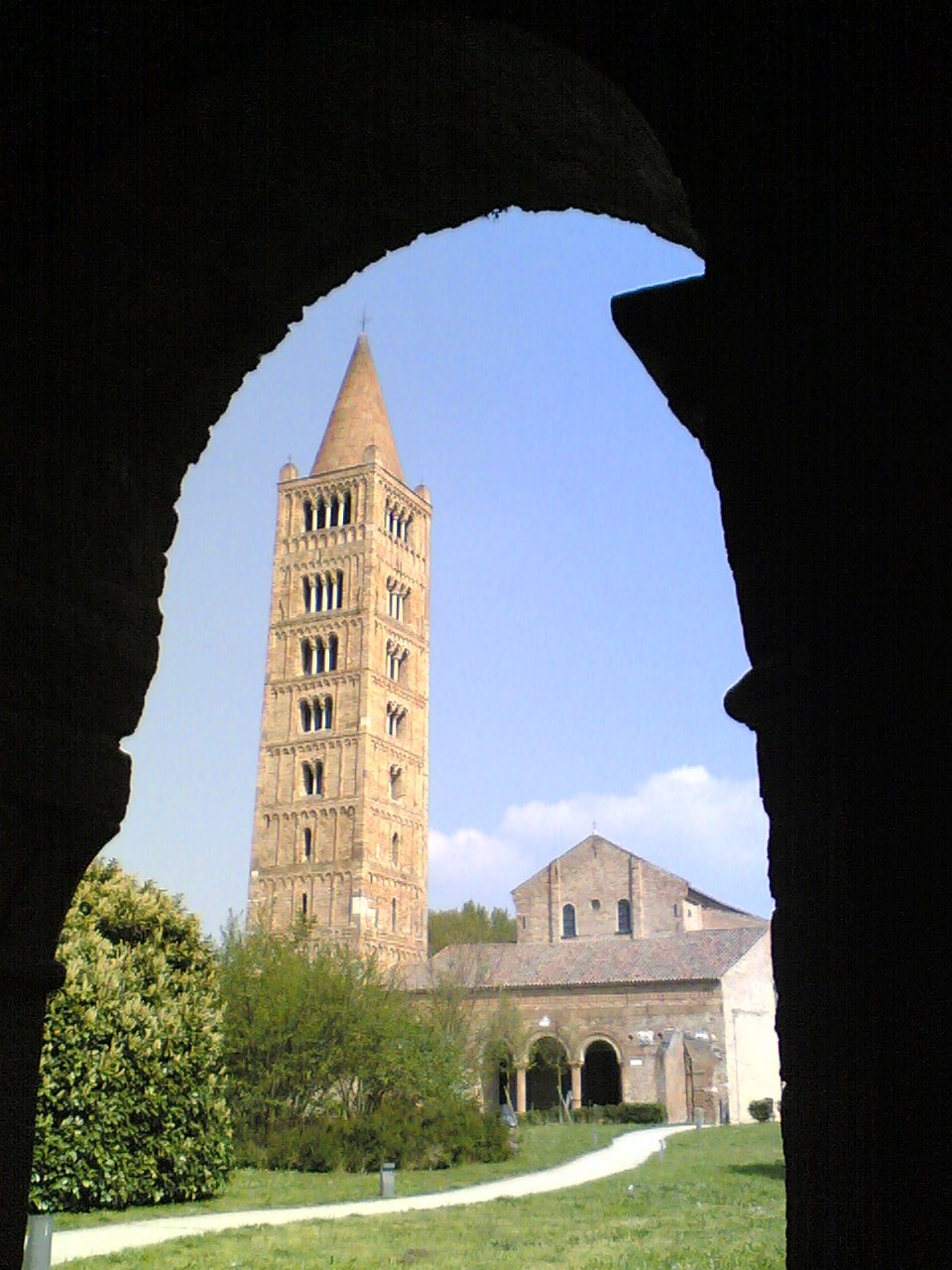
Il campanile dell'Abbazia
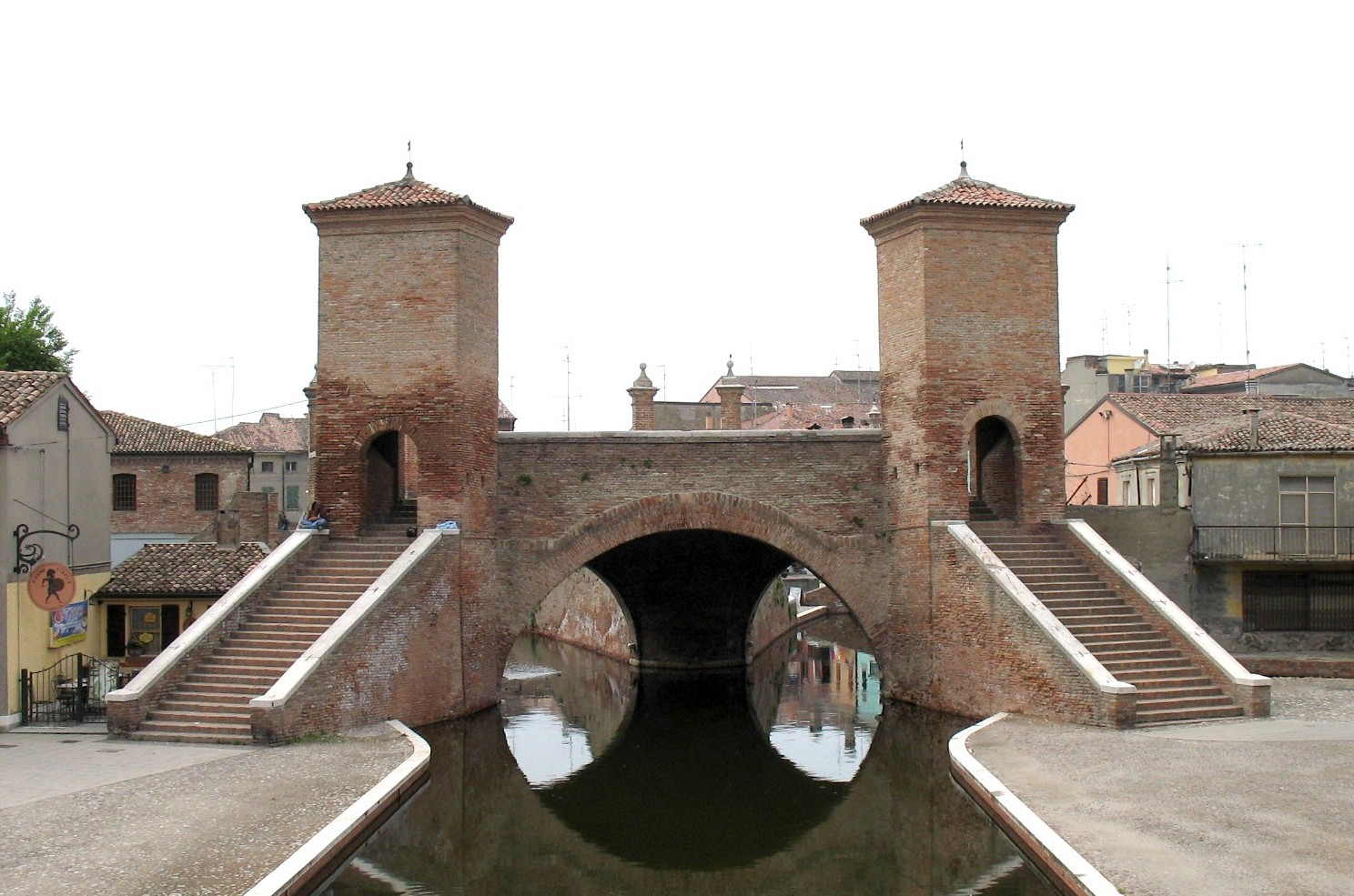
I Trepponti a Comacchio
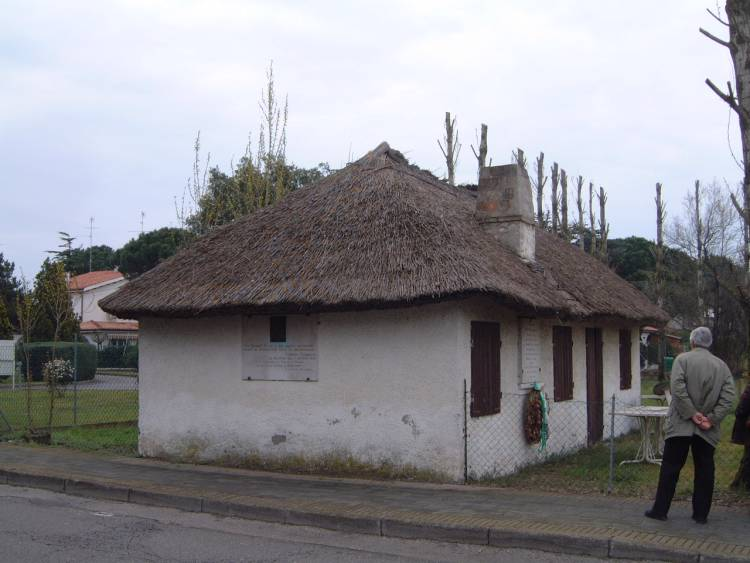
La casa dove si fermò Garibaldi
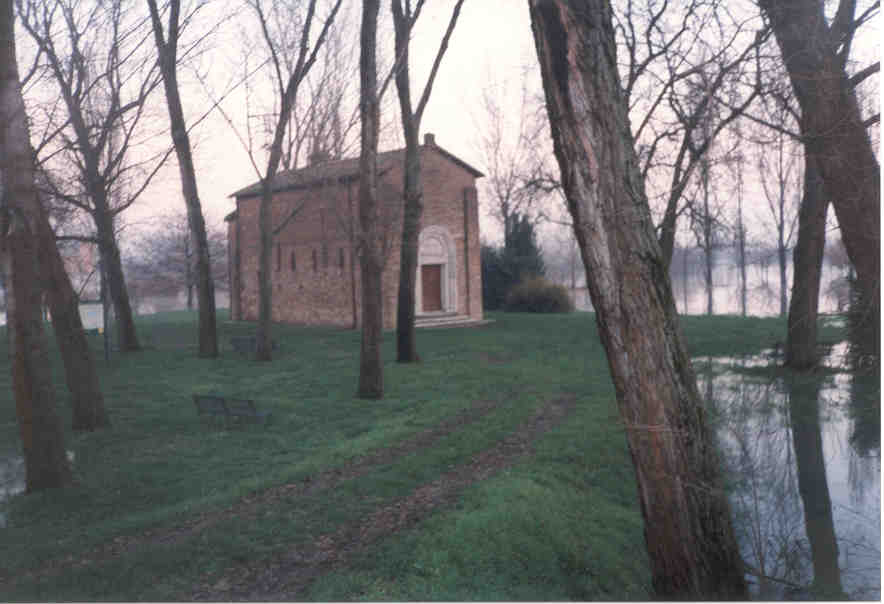
Pieve di San Giorgio
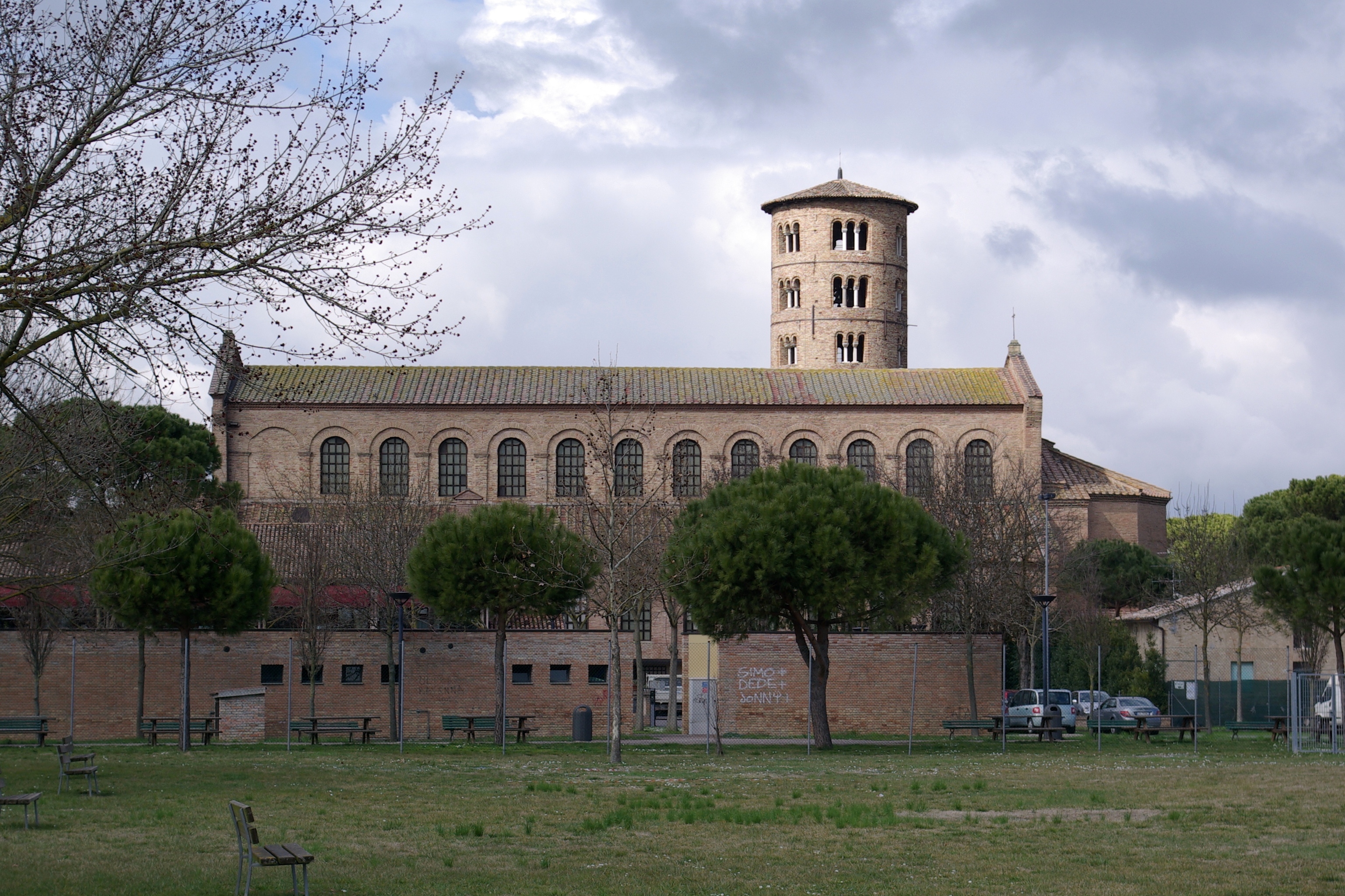
La Basilica di Sant'Apollinare in Classe

## Attività turistiche

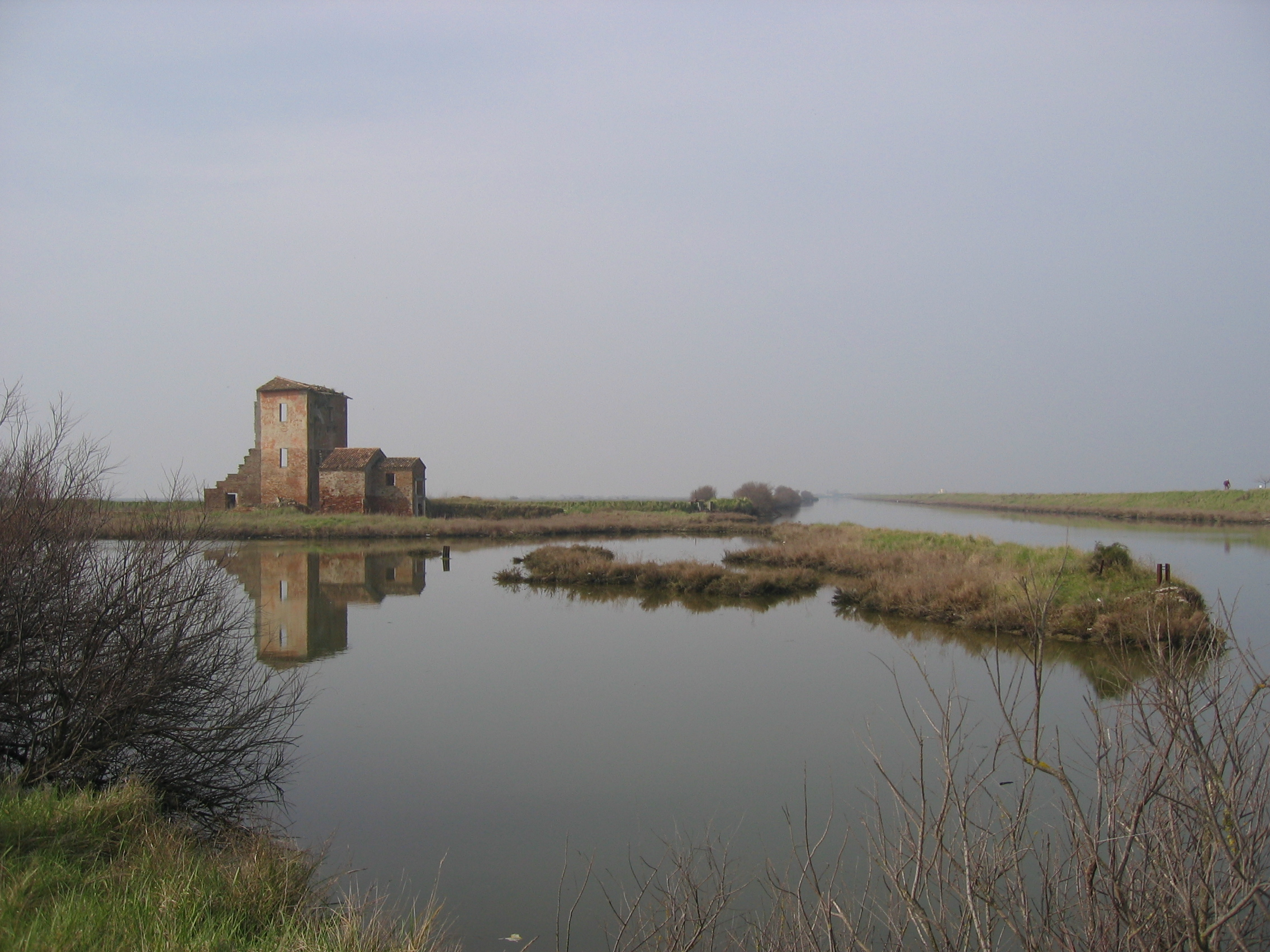
Le Saline di Comacchio, oggi abbandonate

All'interno del Parco del Delta del Po ci sono vari punti d'accoglienza per istruire i visitatori e guidarli nei diversi itinerari che si snodano tra le pinete, le Valli ed i piccoli centri storici. Tra di essi, il centro visite di Sant'Alberto è anche un museo dedicato all'avifauna.
È possibile visitare il parco a piedi e in bicicletta, oltre che percorrerne i corsi fluviali con la barca o la motonave.
Tra le attività che si possono praticare all'aperto ci sono anche l'equitazione e, soprattutto, il birdwatching.

## Galleria d'immagini

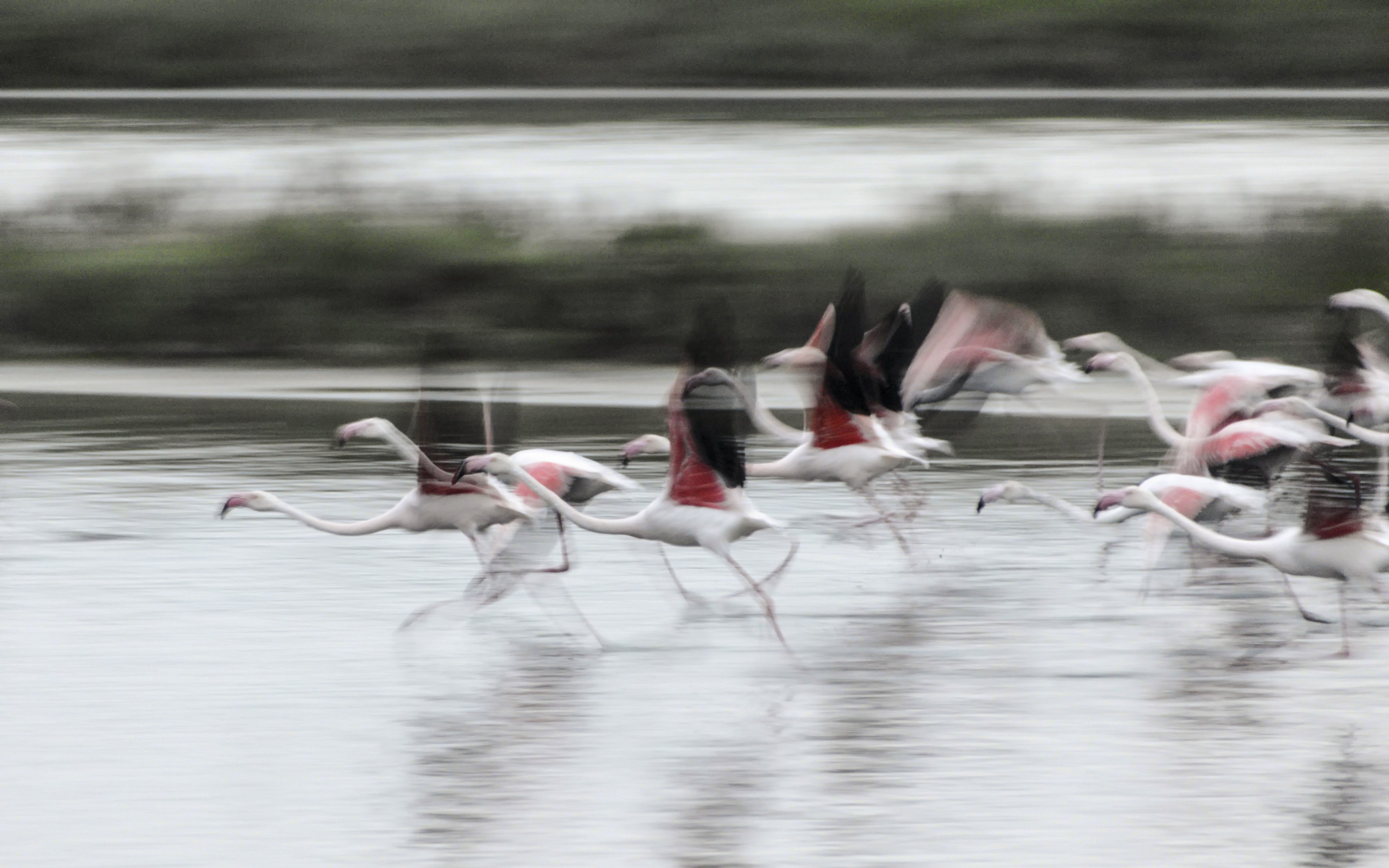
Fenicotteri in volo nelle Valli di Comacchio
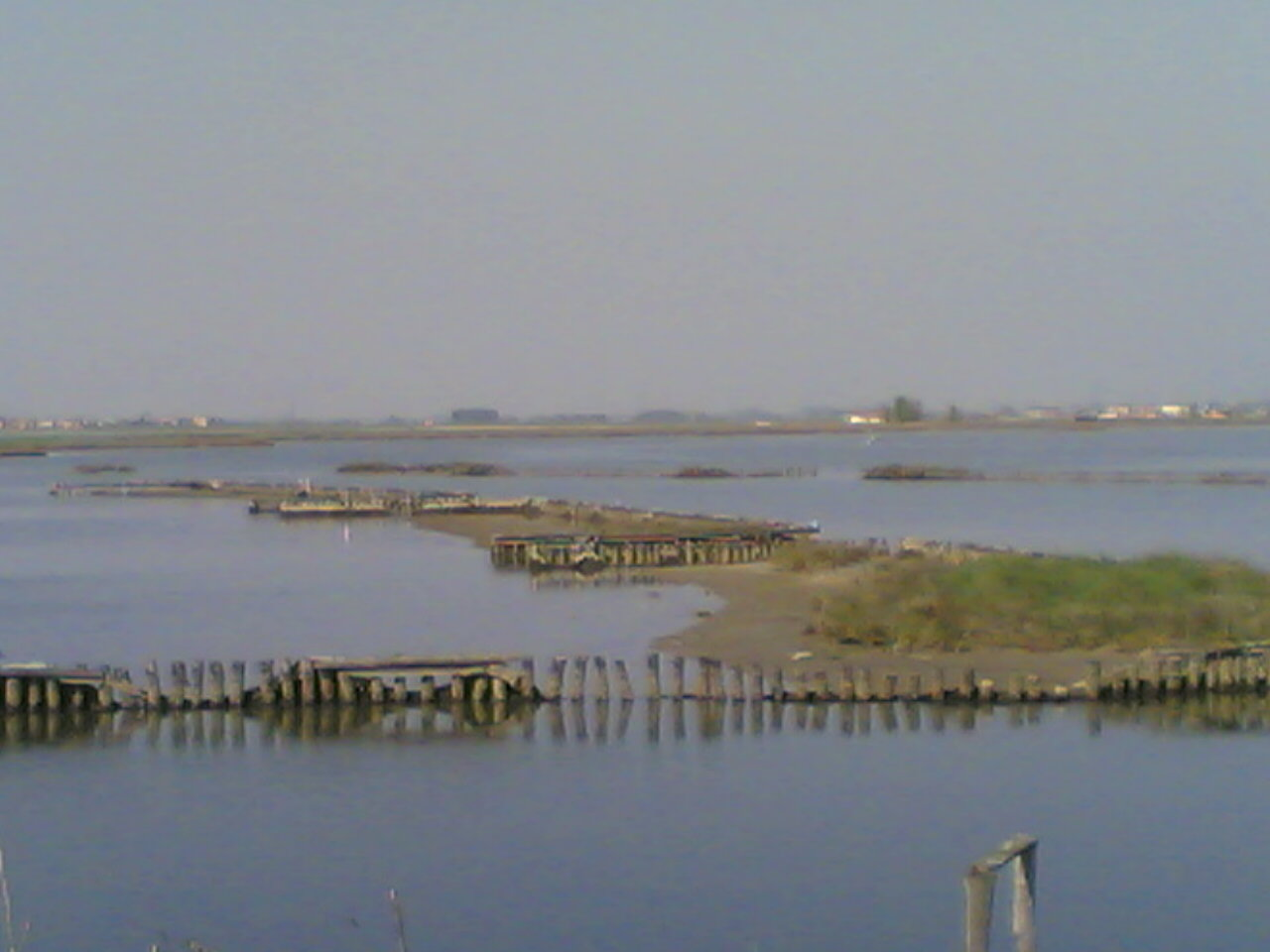
Valli di Comacchio
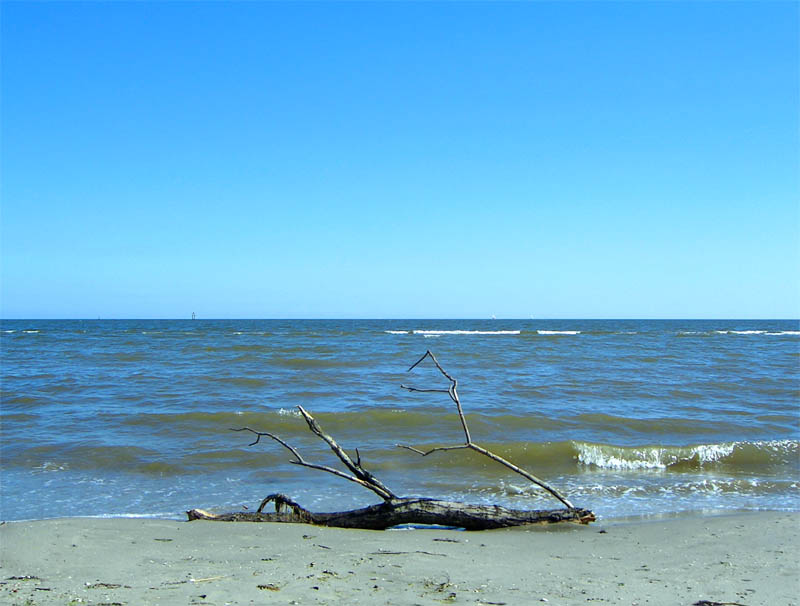
La spiaggia del Lido di Volano
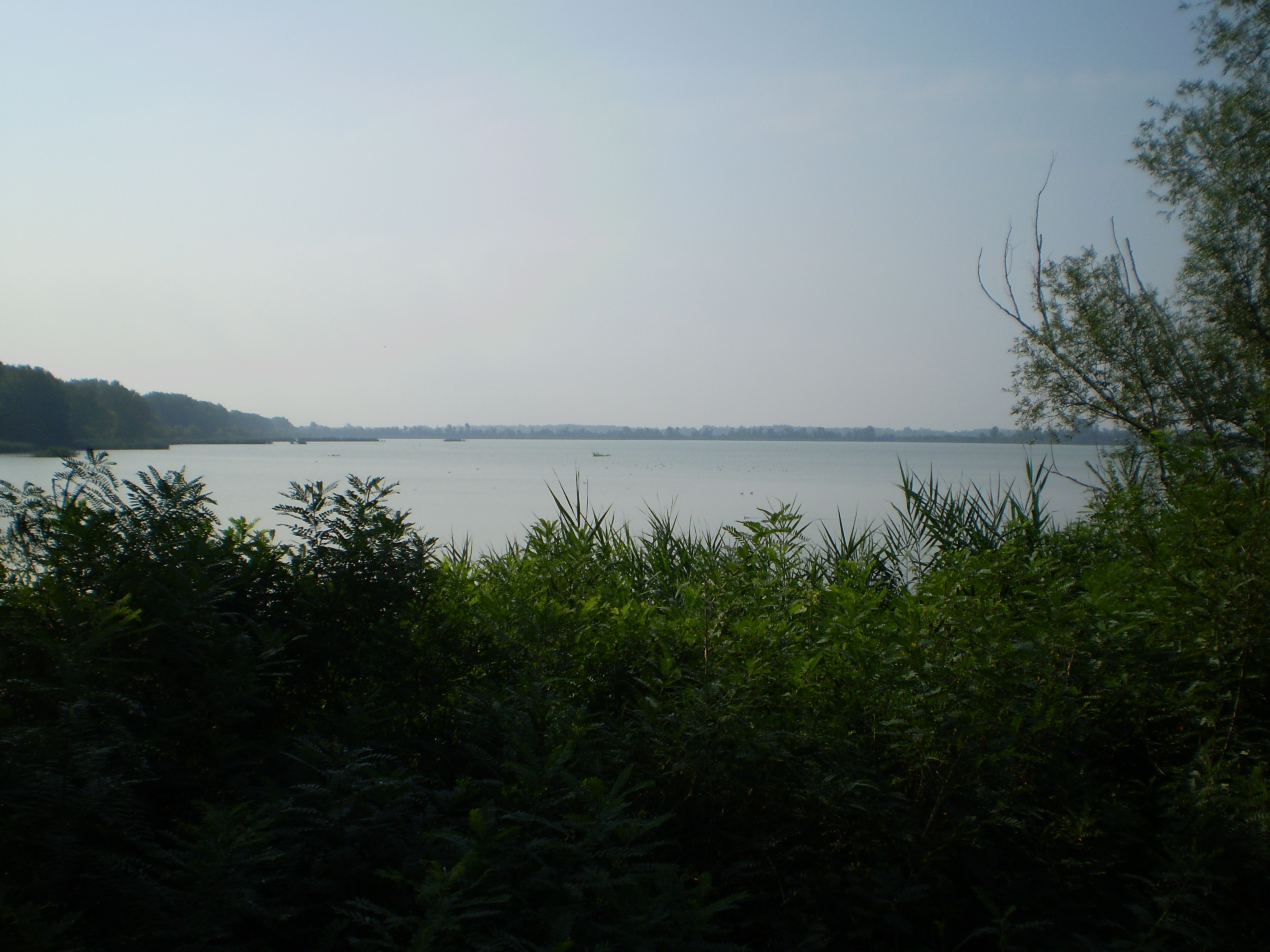
Valle Campotto
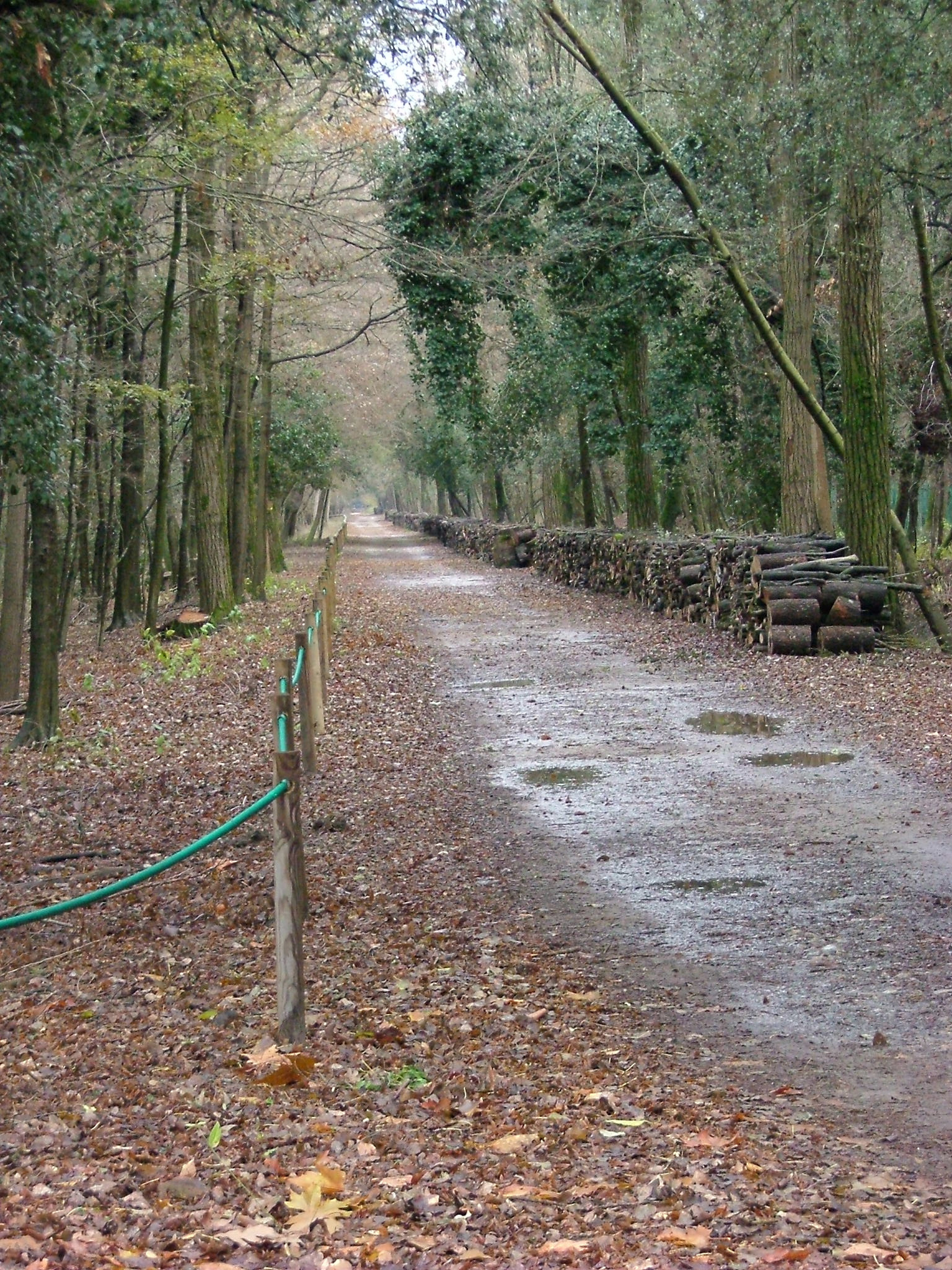
Il Bosco della Mesola
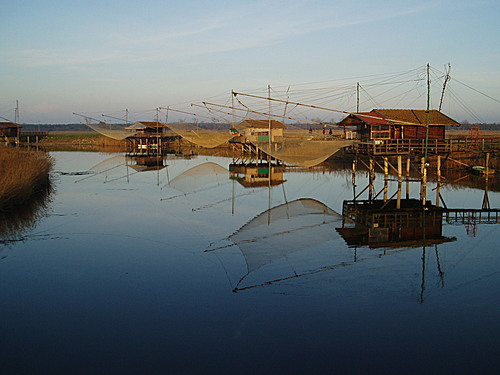
La foce del Bevano
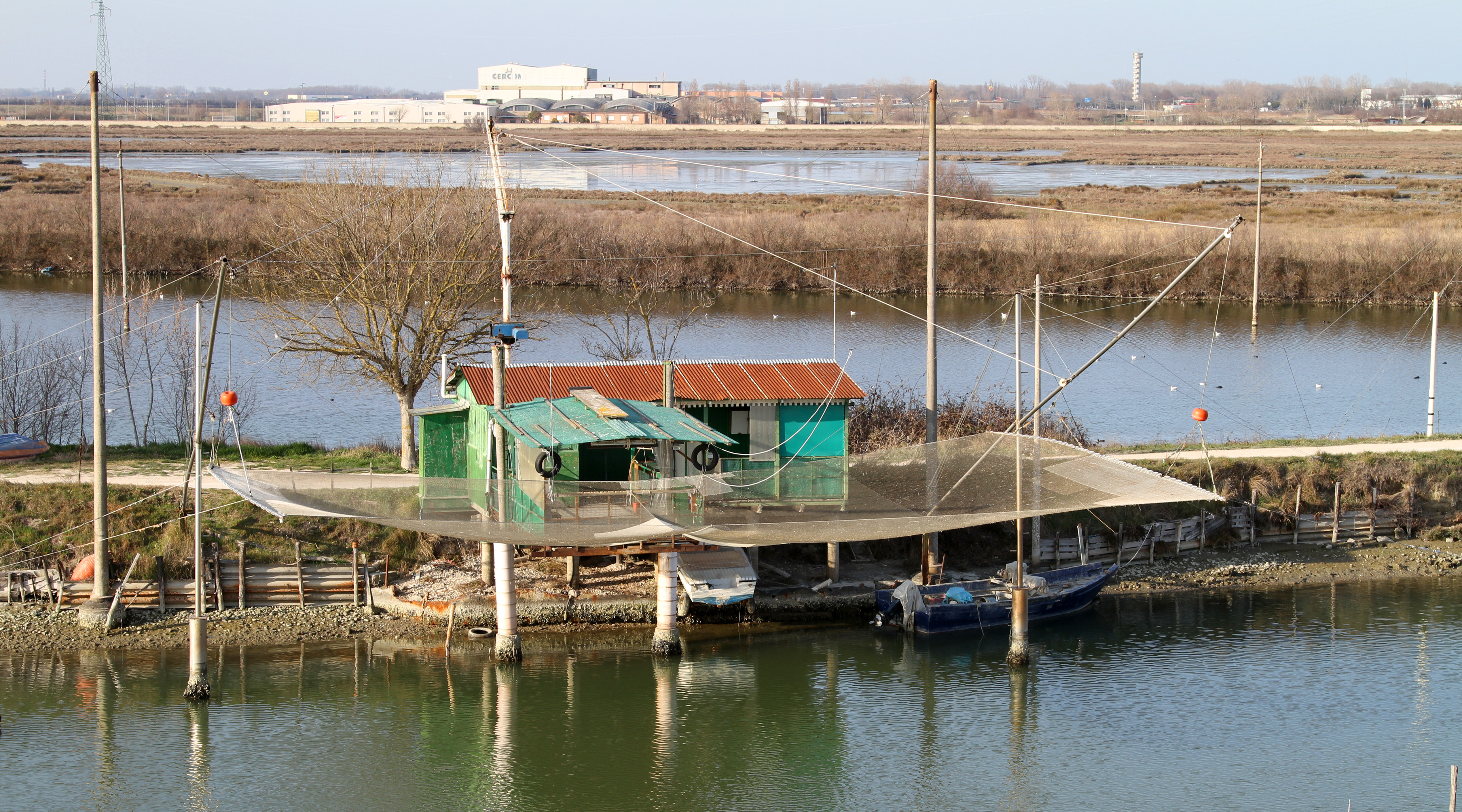
Bilancione da pesca lagunare
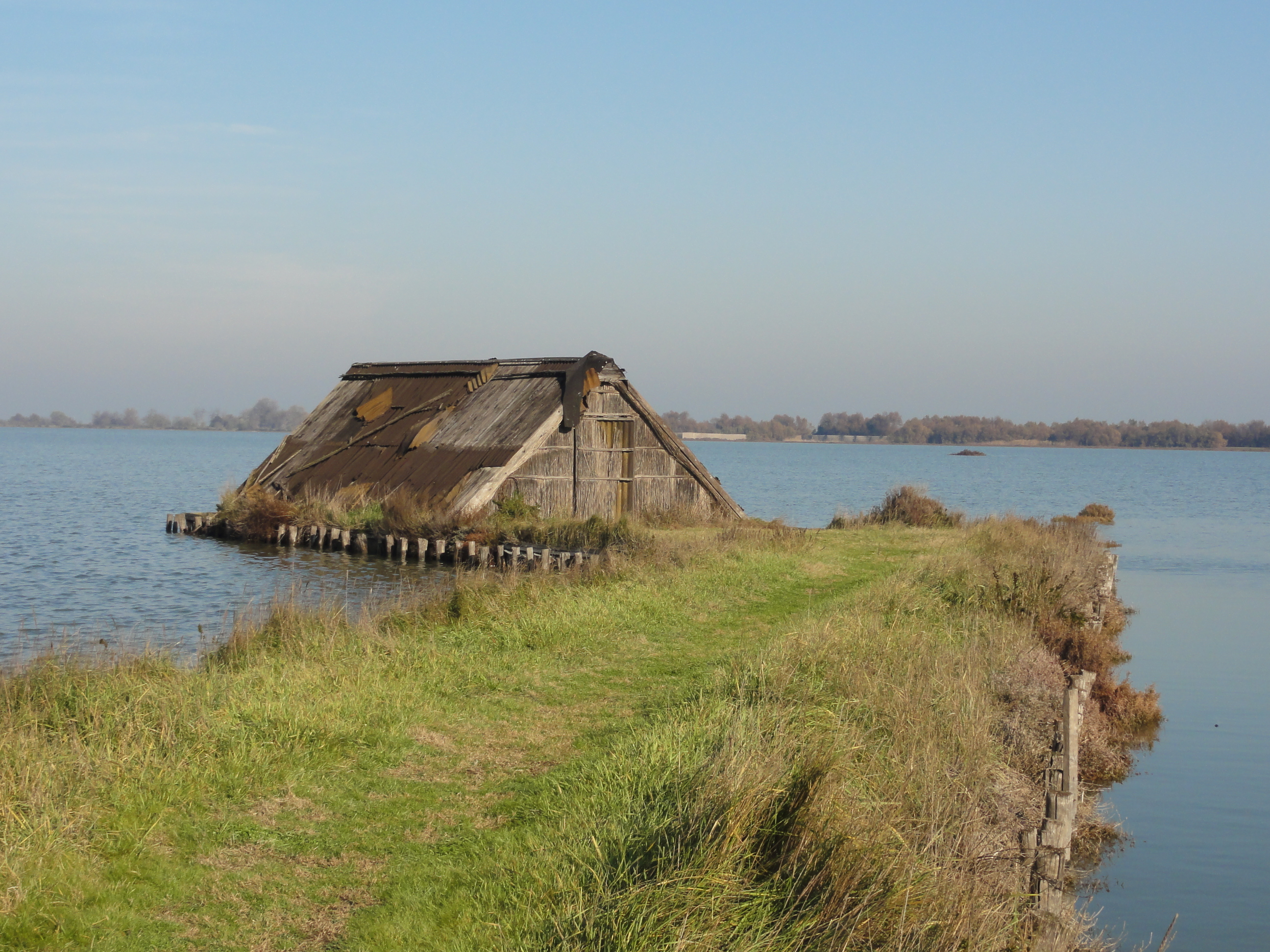
Antico casone da pesca in legno
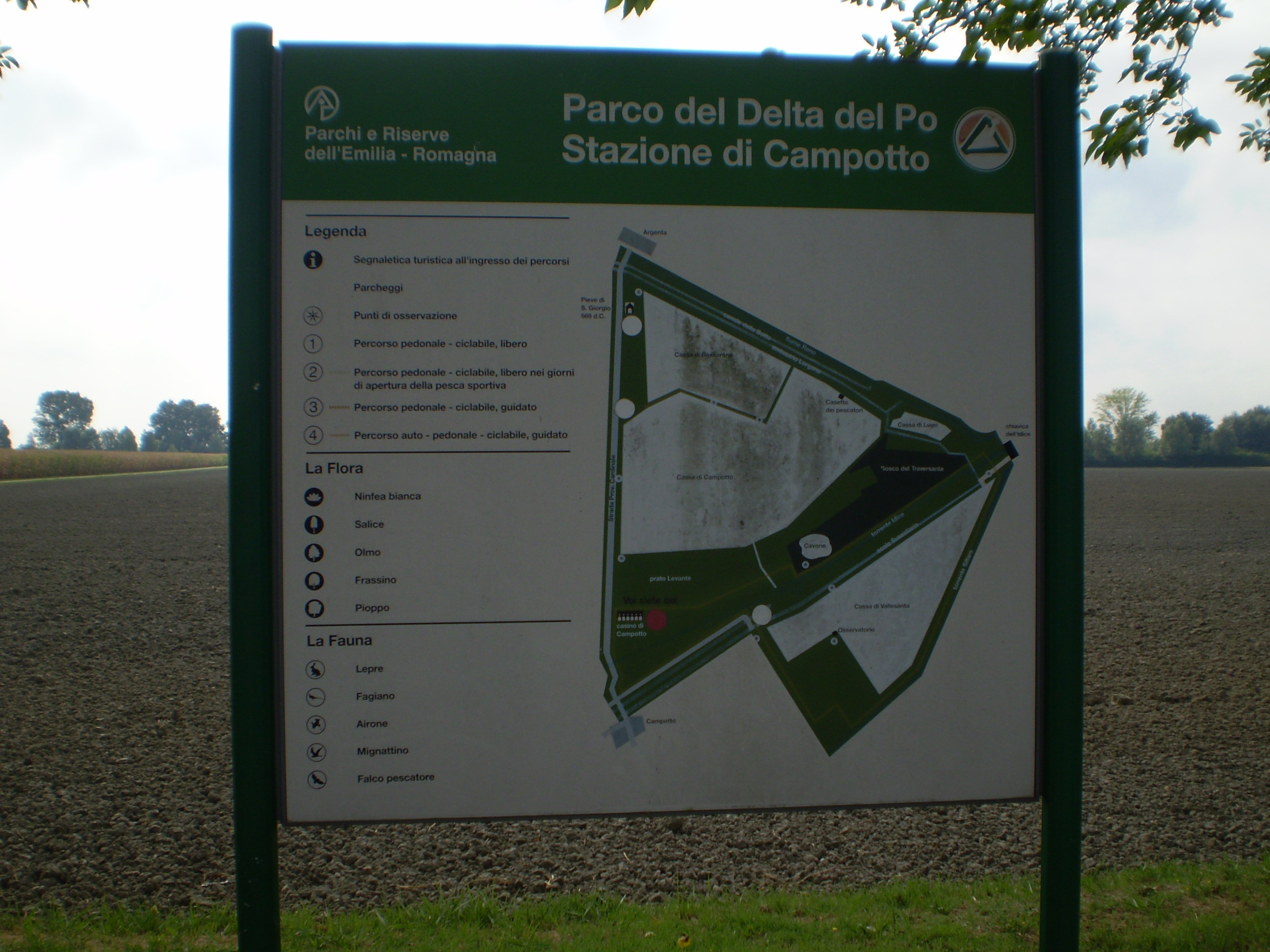
Mappa nelle Valli d'Argenta
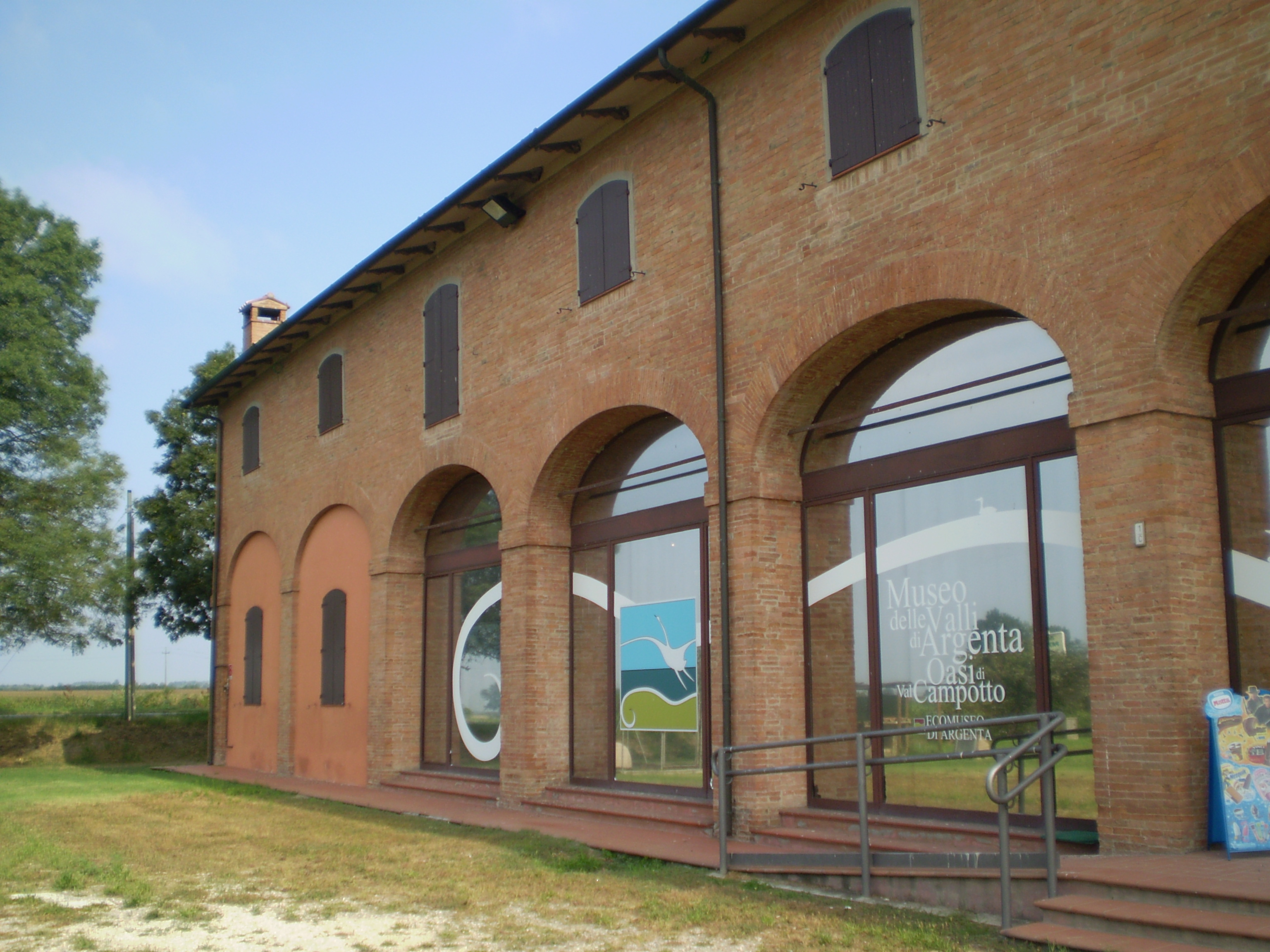
Il Museo delle Valli d'Argenta